# Porsche 934
Der Porsche 934, auch Porsche Turbo RSR genannt, ist ein GT-Rennwagen, der von 1976 bis 1977 auf Basis des Porsche 930 produziert wurde. Private Rennteams setzten das nach dem FIA-Reglement der Gruppe 4 aufgebaute Fahrzeug bis 1986 in der Sportwagen-Weltmeisterschaft, der 1. Division der Deutschen Rennsport-Meisterschaft (DRM) und der von der nordamerikanischen IMSA veranstalteten GT-Serie ein. Von 1976 bis 1982 fuhr der Porsche 934 im 24-Stunden-Rennen von Le Mans.
Anfänglich war der 934 in der DRM und der IMSA-GT-Serie sehr erfolgreich und erzielte regelmäßig Platzierungen unter den ersten drei. Mit Aufkommen des leistungsstärkeren Porsche 935, eines Gruppe-5-Fahrzeugs, war der 934 kein Aspirant auf Gesamtsiege mehr. Er wurde fortan nur noch von kleineren Teams und Amateur-Rennsportlern eingesetzt.

## Entwicklung und Vermarktung
Porsche plante Anfang der 1970er Jahre für die Gruppe 4 gemäß FIA-Reglement einen besonders leicht aufgebauten Rennwagen, der mit dem 3-Liter-Sechszylinder-Boxermotor des Porsche 911 Carrera RS 3.0 und einem Turbolader ausgestattet sein sollte. Die FIA änderte kurzfristig mit Wirkung ab 1976 das für die Gruppe 4 gültige Fahrzeugmindestgewicht, sodass der von Porsche geplante Wagen geringere Siegchancen gehabt hätte. Porsche stoppte daraufhin die weitere Entwicklung und ließ die bisherigen Ergebnisse in die Konstruktion des Porsche 930 einfließen.
Die folgenden Entwicklungen des Gruppe-4-Rennwagens basierten auf dem 930. Geplant war die Herstellung von mindestens 400 Fahrzeugen, um die Homologationsauflagen für GT-Fahrzeuge der Gruppe 4 zu erfüllen. Parallel arbeitete Porsche auch am 935 für die Gruppe 5 und am 936, der in der Gruppe 6 der Sportwagen-Weltmeisterschaft ab 1976 eingesetzt werden sollte. Diese beiden Modelle waren ursprünglich ausschließlich für das Porsche-Werksteam vorgesehen. Der 934 hingegen war von Beginn an für den Einsatz durch Privatteams gedacht und erfüllte die Auflagen, die für Gruppe-4-Fahrzeuge in der GT-Europameisterschaft, der Sportwagen-Weltmeisterschaft und nationalen Meisterschaften galten.
Der unter der Bezeichnung Porsche Turbo RSR vermarktete Rennwagen wurde 1976 in einer ersten Kleinserie von rund 30 Fahrzeugen hergestellt und für 108.000 DM pro Wagen verkauft. Zielgruppe waren die zahlreichen Besitzer eines Porsche 911 Carrera RSR 3.0, denen mit dem 934 ein leistungsfähiges Nachfolgemodell mit Turbomotor angeboten wurde. Ein Jahr später wurden weitere zehn Fahrzeuge für US-Rennteams produziert.

## Fahrzeugmerkmale

### Karosserie

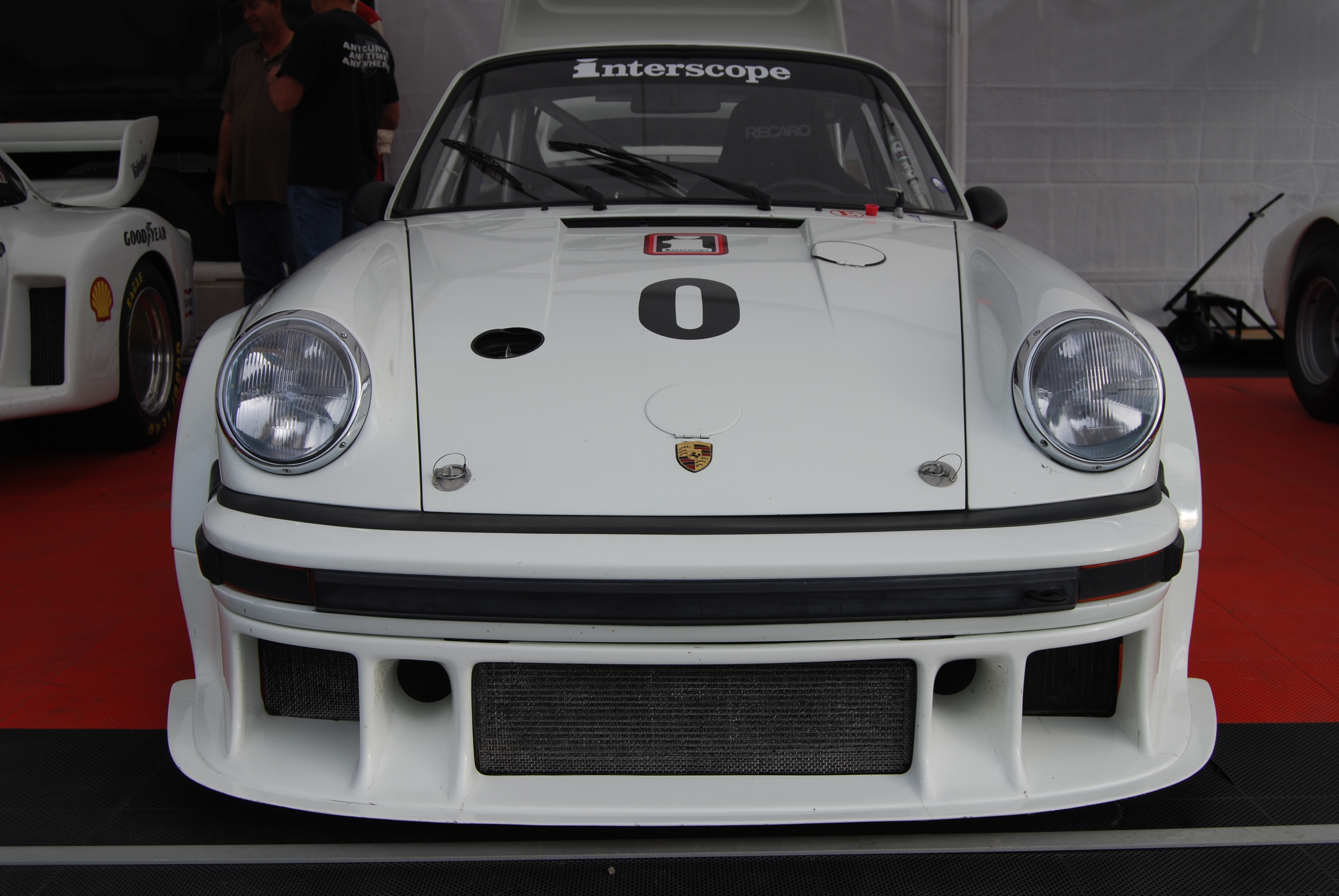
Frontansicht eines Porsche 934 mit dem charakteristischen Bugspoiler

Durch das Gruppe-4-Reglement waren Karosserieänderungen beim Rennwagen gegenüber dem 930-Serienmodell sehr beschränkt. Eines der auffälligsten Unterscheidungsmerkmale waren die Kunststoffverbreiterungen der vorderen und hinteren Kotflügel, die auf die Serienkotflügel aufgenietet wurden und den Wagen auf beiden Seiten um je 50 mm verbreiterten. Die hohe, bis zur Stoßstangenunterkante reichende Bugschürze hatte links und rechts außen Lufteinlässe für die beiden Wasser-Luft-Wärmetauscher des Ladeluftkühlsystems. Die beiderseits weiter innen angeordneten Öffnungen dienten der Belüftung der Vorderradbremsen. In der Mitte der Bugschürze war der Ölkühler platziert. Die Fronthaube, unter der sich beim Serienmodell 930 der Kofferraum verbirgt, hatte beim 934 zwei runde Öffnungen für die Schnelltankanlage. Unter der Haube befanden sich der Kraftstofftank mit 120 Liter Fassungsvermögen, die vorgeschriebene Feuerlöschanlage und die Batterie. Der sonst im Motorraum und somit im Heck befindliche Öltank wurde wegen der besseren Gewichtsverteilung ebenfalls in den Fahrzeugbug verlegt. Da die Verwendung der sonst bei Rennwagen üblichen leichten Kunststoff-Fensterscheiben laut Gruppe-4-Reglement nicht zulässig war, erhielt der Porsche 934 rundum die Glasscheiben des Serienmodells. Um die Steifigkeit der Karosserie zu erhöhen, wurden einige Verstärkungen eingebaut. Der Porsche 934 konnte in allen Serien- und Sonderfarben mit Ausnahme von Metallic-Lackierungen bestellt werden.
Um in der Gruppe 5 der Markenweltmeisterschaft antreten und größere Freiräume beim Fahrzeugaufbau, wie etwa ein geringeres Mindestgewicht, ausschöpfen zu können, bauten viele Rennteams ihre 934 nach den Gruppe-5-Spezifikationen um. Karosserieseitig gehörte zu dem Umbau ein doppelter Heckflügel nach Art des 935. Der Umbausatz wurde direkt von Porsche angeboten. Die umgerüsteten Fahrzeuge wurden als Porsche 934/5 bezeichnet.

### Innenausstattung
Der Innenraum des Porsche 934 war im Vergleich zum Serienmodell weitgehend leer. Für den Fahrer war ein Rennschalensitz mit Sechspunkt-Sicherheitsgurt montiert. Der Beifahrersitz, die hinteren Notsitze und die Bodenverkleidungen entfielen. Zur Sicherung des Piloten und zur Erhöhung der Karosseriesteifigkeit war ein Überrollbügel aus Aluminium eingebaut. Im Armaturenbrett waren außer den Serieninstrumenten für die Motordrehzahl, Öltemperatur und Öldruck zusätzliche Anzeigen für den Ladedruck des Turboladers sowie zur Überwachung des Kraftstoffsystems integriert.

### Fahrwerk
Das Fahrwerk der GT-Rennwagen musste zu großen Teilen dem des Serienmodells entsprechen. Erlaubt waren Modifikationen an Federung, Dämpfung, Achsen und Bremsanlage. Das Ausgangsmodell Porsche 930 hatte bereits eine sehr stabile Radaufhängung und Radführung. So wurden an der Vorderachse die serienmäßigen Radlager verwendet. Die hinteren Aluminiumgusslenker, die ebenfalls der Serie entsprachen, erhielten lediglich festere Unibal-Gelenklager.

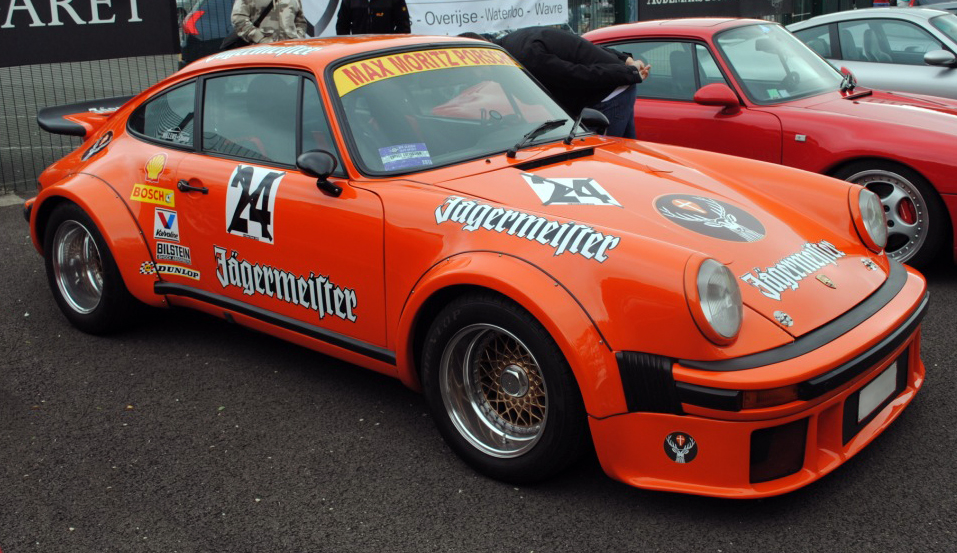
Porsche 934 mit BBS-Leichtmetallrädern und Jägermeister-Lackierung des Max-Moritz-Teams, wie er 1976 in der Markenweltmeisterschaft eingesetzt wurde

Das reglementbedingte hohe Fahrzeuggewicht von 1120 kg erforderte verstärkte Stoßdämpfer, um die Sicherheit bei hohen Geschwindigkeiten zu gewährleisten. Zu den serienmäßigen Drehstabfedern kamen Schraubenfedern, die in der Höhe verstellbar waren. Der an der Hinterachse eingebaute neuartige Rohrstabilisator sowie der an der Vorderachse bereits beim Porsche 911 Carrera verwendete Stabilisator verliehen dem 934 die nötige Fahrstabilität bei der Einfahrt in Kurven.
Die Bremsanlage enthielt Teile des Porsche 917. Rundum hatte der Wagen innenbelüftete und gelochte metallische Bremsscheiben mit Vierkolben-Aluminium-Bremszangen. Angesprochen wurden die Bremsen über zwei in Vorderachse und Hinterachse aufgeteilte Bremskreise. Zur besseren Kühlung der Vorderradbremsen waren links- und rechts je ein Luftschlauch von einer Öffnung im Bugspoiler zur Bremse verlegt, der den Bremsscheiben Fahrtwind zuleitete. Die Serien-Radnaben wurden durch solche mit Zentralverschluss ersetzt. Dies ermöglichte nicht nur einen schnelleren Radwechsel, sondern ergab auch eine höhere Festigkeit. Der Wagen wurde vorne mit 275/600×16- und hinten mit 325/625×16-Reifen ausgeliefert, die auf dreiteilige BBS-Leichtmetallräder der Dimensionen 10 J × 16 vorne und 12,5 J × 16 hinten aufgezogen waren.

### Motor und Getriebe
Grundlage für den Motor des Porsche 934 war der 3-Liter-Sechszylinder-Boxermotor aus dem Serienfahrzeug 930 mit der Verkaufsbezeichnung 911 Turbo 3.0. Dieser Motor wurde mit den Erfahrungen vom Rennprototyp 911 Carrera RSR Turbo 2.1 weiter entwickelt. Gegenüber dem Serienmotor wurden die Ein- und Auslasskanäle vergrößert und Nockenwellen wie im Rennprototyp eingebaut. Erstmals in einem Rennwagen Zur Gemischaufbereitung verwendete Porsche eine Bosch-K-Jetronic-Einspritzanlage. Der Motor hatte wie in der Serie eine Einfachzündung.
Um den begrenzten Platz im Motorraum besser zu nutzen, wurde das Lüfterrad für die Motorkühlung horizontal eingebaut. Der vom Porsche 917 übernommene Turbolader mit Bypassventil zur Steuerung des maximalen Ladedrucks saß ähnlich wie im Serienwagen unterhalb der Heckschürze. Die Ladeluft für den Turbolader wurde mit zwei Luft-Wasser-Wärmetauschern gekühlt. Diese waren links und rechts neben dem Horizontalgebläse angeordnet und durch ein mit Wasser gefülltes Rohrsystem mit zwei Wasser-Luft-Wärmetauschern in der Frontschürze verbunden. Der Motor mit einem Verdichtungsverhältnis von 6,5 : 1 leistete bei einer Drehzahl von 7000/min anfangs maximal 357 kW (485 PS). Damit hatte der Rennmotor fast die doppelte Motorleistung wie die Ausgangsbasis des 930 mit seinen 191 kW (260 PS).
Am Viergangschaltgetriebe waren gegenüber der Serie nur wenige Änderungen notwendig, da Porsche bereits bei der Konstruktion des 930 ein Getriebe und eine Kupplung entworfen hatte, die die höheren Belastungen im Motorsport verkrafteten. Die Synchronisierung entsprach der des Seriengetriebes. Um die Temperaturen des Getriebes niedrig zu halten, wurde ein Getriebeölkühler in den Heckflügel eingebaut. Die Übersetzung jedes Ganges konnte nach Bedarf verändert werden. Um den Schlupf der Hinterräder beim Beschleunigen aus Kurven heraus zu verringern, wurde ein Sperrdifferential eingebaut, das eine maximale Sperrwirkung von 80 % entwickelte. Die Schaltwege waren gegenüber dem Seriengetriebe des Porsche 930 verkürzt. Mit der längsten Getriebeübersetzung erreichte der Porsche 934 eine Höchstgeschwindigkeit von 303 km/h.
1977 wurde die Motorleistung durch Vergrößerung des maximalen Ladedrucks angehoben. Die zehn in die USA gelieferten Fahrzeuge leisteten bei gleicher Drehzahl von 7000/min maximal 397 kW (540 PS). In der Ausbaustufe von 1979 entwickelte der Motor bei unverändertem Hubraum von 2993 cm³ (multipliziert mit dem Turbofaktor von 1,4 ergab das rund 4200 cm³) seine maximal mögliche Leistung von 441 kW (600 PS) bei 7200/min. Erreicht wurde dies durch größere Einlass- und Auslassventile, eine höhere Verdichtung von 7,0 : 1 statt 6,5 : 1 und durch Anheben des maximalen Ladedrucks auf 1,7 bar. Um die höhere thermische Belastung des Motors zu kompensieren, wurden ein um 22 Liter vergrößerter Öltank und ein größerer Ölkühler eingebaut. In Verbindung mit dem unveränderten Viergangschaltgetriebe erreichte der nun 1130 kg schwere Wagen eine Höchstgeschwindigkeit von 305 km/h.

## Rennhistorie

### 1976 – Dominanz in der DRM und GT-Europameisterschaft

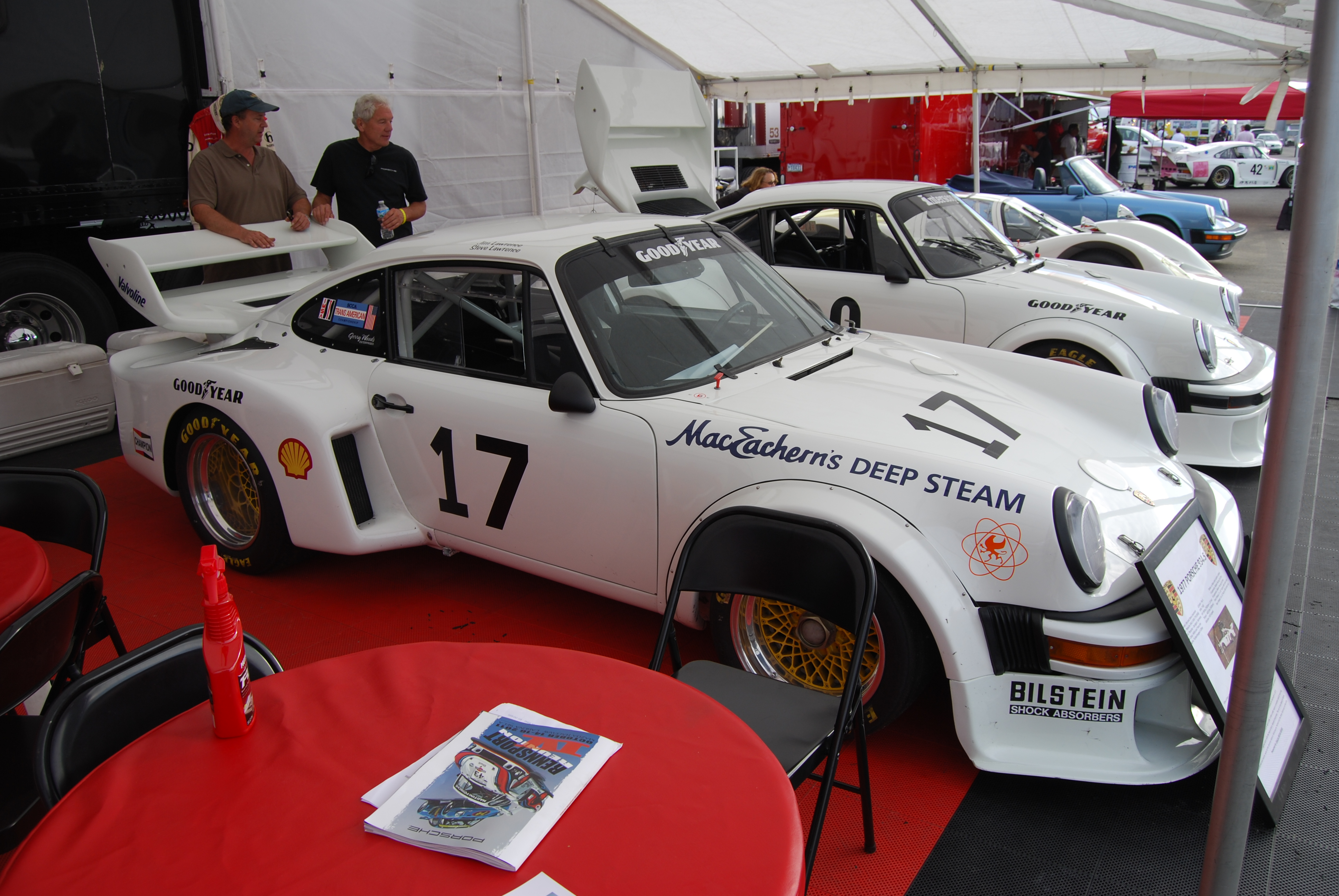
Porsche 934 mit Umbau zum Gruppe-5-Porsche 934/5

Die in der Sportwagen-Weltmeisterschaft eingesetzten und nach dem Gruppe-4-Reglement aufgebauten Porsche 934 gewannen in allen Rennen die GT-Klasse. Zusammen mit den Porsche 935 des Martini-Racing-Werksteams sowie des Kremer Teams und mit den vielen von Privatteams eingesetzten Porsche 934/5 konnte Porsche nach 1969, 1970 und 1971 zum vierten Mal die Marken-Weltmeisterschaft gewinnen.
Beim 24-Stunden-Rennen von Le Mans erreichte ein vom französischen Porsche-Händler Louis Meznarie eingesetzter und von Hubert Striebig, Anne-Charlotte Verney sowie Hughes Kirschoffer gefahrener Porsche 934 den 11. Platz in der Gesamtwertung. Die 934 der Teams Gelo Racing (Eigentümer: Georg Loos) und Kremer Racing kamen auf die Plätze 16 und 19.
Die in der 1. Division der Deutschen Rennsport-Meisterschaft (DRM) eingesetzten 934 waren den anderen Fahrzeugen wie dem Porsche 911 Carrera RSR 3.0, Ford Capri RS 3100 und Opel Commodore deutlich überlegen. Die bisher sieggewohnten Carrera RSR 3.0 mit 253 kW (345 PS) hatten kaum noch eine Siegchance. Bei zehn DRM-Läufen ging der Sieg neunmal an einen 934. Nur beim Rennen in Kassel-Calden konnte ein Carrera RSR 3.0, gefahren von Jürgen Neuhaus, einen Sieg erringen. Trotz der Dominanz des Porsche 934 in der 1. Division gewann Hans Heyer, der in der 2. Division mit einem Ford Escort RS antrat, den Meistertitel.
In der Europameisterschaft für GT-Fahrzeuge erreichte bei sieben Rennen sechsmal ein Porsche 934 den Gesamtsieg. Lediglich beim 300-km-Rennen am Nürburgring, an dem auch Gruppe-6-Rennwagen teilnehmen durften, fuhr Reinhold Joest mit einem Porsche 908/4 Turbo auf den ersten Platz. Europameister wurde Toine Hezemans auf einem 934 des Gelo Racing Teams. Nach der Saison 1976 wurde die GT-Europameisterschaft eingestellt.
In der US-amerikanischen Trans-Am-Serie sicherte sich George Follmer auf einem Porsche 934 den Titel. Insgesamt gewannen die in dieser Trans-Am-Saison angetretenen 934 drei von acht Läufen.

### 1977 – Erfolge in der IMSA-GT- und Trans-Am-Serie
Nachdem Porsche den 935 auch an private Rennteams verkaufte, war der rund 150 kg schwerere und rund 66 kW (90 PS) leistungsschwächere 934 grundsätzlich nicht mehr konkurrenzfähig, um auf Podestplatzierungen zu fahren. Gerade in der Sportwagen-Weltmeisterschaft setzten viele finanzstarke Teams den Porsche 935 ein. Der 934 wurde häufig von Amateurrennfahrern und kleineren Rennteams eingesetzt, die mit den Wagen in den Langstreckenrennen meist nur auf Plätze im Bereich von Rang fünf bis zehn fuhren. Lediglich beim 6-Stunden-Rennen von Mosport 1977 errangen Paul Miller und Ludwig Heimrath senior mit dem Porsche 934 einen Gesamtsieg in einem WM-Lauf.
Beim 24-Stunden-Rennen von Le Mans 1977 pilotierten Bob Wollek, J. P. „Steve“ Wielemans und Philippe Gurdjian den Porsche 934 des Kremer Racing Teams auf den 7. Platz in der Gesamtwertung und verbesserten damit das Vorjahresergebnis.
Mit der Zulassung von Gruppe-5-Rennwagen für die 1. Division und dem Verkauf des 935 an Kundenteams konnte der 934 in der DRM nicht mehr an die großen Erfolge des Vorjahres anknüpfen. Sämtliche Siege in den zehn Rennen der Saison 1977 wurden mit dem 935 eingefahren. Die besten Ergebnisse eines 934 erzielten Edgar Dören und Volkert Merl mit vierten Plätzen in insgesamt drei Rennen. Deutscher Rennsport-Meister wurde Rolf Stommelen mit einem Porsche 935 des Gelo Racing Teams.
In der Trans-Am-Serie wurde der 934 noch erfolgreicher als 1976 eingesetzt. In insgesamt elf Rennen siegten die 934 und 934/5 zehnmal. Nur beim 6-Stunden-Rennen von Watkins Glen, bei dem auch der Porsche 935 zugelassen war, ging der Sieg an Jacky Ickx und Jochen Mass mit dem Werks-935/77 von Martini Racing. Den Trans-Am-Meistertitel gewann der Kanadier Ludwig Heimrath mit seinem Porsche 934.
Die IMSA hatte 1977 eine Rennserie speziell für GT-Fahrzeuge gegründet, in der Wagen der GTU- sowie der GTO-Klasse, später auch Prototypen der GTP-Klasse starteten. Die in der GTO-Klasse eingesetzten Porsche 934 wurden 1977 in insgesamt vier Rennen auf den 1. Rang pilotiert. Trotz der guten Platzierungen der 934-Rennwagen ging der IMSA-GT-Titel an Al Holbert, der mit seinem Chevrolet Monza vier Rennen gewann.

### 1978 bis 1984 – Die Verdrängung durch den Porsche 935
Die zwischen 1978 und 1982 in der Sportwagen-Weltmeisterschaft gestarteten 934 wurden meist Klassensieger der GT-Klasse. Jedoch waren die leistungsfähigeren Gruppe-5-Rennwagen wie der Porsche 935, BMW 320i und ab 1980 der Lancia Beta Montecarlo in den Rennen so zahlreich vertreten, dass die Porsche-934-Fahrer in jenen Jahren in der Gesamtwertung bestenfalls noch die Plätze sieben bis zehn erreichten. Ab 1979 starteten parallel auch Sportwagenprototypen der Gruppe 6 in den Weltmeisterschaftsläufen, gegen die der Gruppe-4-Rennwagen ebenfalls chancenlos war. Das beste Rennergebnis mit einem 934 in diesem Zeitraum erreichten Edgar Dören und Angelo Pallavicini, die 1981 beim 6-Stunden-Rennen von Pergusa den vierten Platz in der Gesamtwertung belegten.
So wurde der 934 von immer weniger Teams und Amateurrennfahrern eingesetzt, von denen viele stattdessen auf einen Porsche 935 oder den ab 1981 angebotenen, kostengünstigeren Porsche 924 Carrera GTR umstiegen. 1982 wurde der 934 letztmals in der Sportwagen-Weltmeisterschaft eingesetzt, da ab der Saison 1983 nur noch Rennwagen der Gruppen B und C zugelassen waren.
Die beste Platzierung mit einem 934 beim 24-Stunden-Rennen von Le Mans erreichten 1979 die Schweizer Herbert Müller, Angelo Pallavicini und Marco Vanoli, die auf den vierten Gesamtrang fuhren.
In den Saisons der Trans-Am-Serie 1978 und 1979 setzten nur wenige Fahrer den 934 ein. Dort wurden inzwischen ebenfalls der leistungsfähigere Porsche 935 oder die amerikanischen Modelle Chevrolet Monza und Chevrolet Corvette bevorzugt. Die letzte Top-Ten-Platzierung für einen 934 in der Trans-Am-Serie erreichte 1979 Roy Woods vom Vasek Polak Racing Team beim Rennen von Laguna Seca. Er fuhr dort mit dem Gruppe-4-Rennwagen auf den 8. Gesamtplatz. Ab 1980 startete der 934 und auch der 935 nicht mehr in der Trans-Am-Serie.
In der IMSA-GT-Serie wurde der Porsche 934 ab 1978 ebenfalls nur noch von wenigen Rennteams eingesetzt. Die besten Platzierungen erzielten 1978 die Brüder Bill und Don Whittington, die zu jedem Rennen jeweils mit einem 934/5 und einem 935 antraten, wobei sie sich auf den Fahrzeugen abwechselten. Beim 100-Meilen-Rennen von Sears Point pilotierte Don Whittington den 934/5 auf den zweiten Rang. Danach wurde der 934 in der IMSA-GT-Serie nur noch vereinzelt gefahren. Jedoch bestritt der US-Rennfahrer Chester Vincentz mit seinem Electrodyne Racing Team zwischen 1982 und 1984 wieder komplette IMSA-GT-Saisons auf einem 934 und schloss die Rennen regelmäßig mit Platzierungen unter den besten zehn ab. 1983 setzte auch das Team Personalized Autohaus um den Fahrer Wayne Baker einen Porsche 934 in der IMSA-GT-Serie ein. Beim 12-Stunden-Rennen von Sebring erreichten Wayne Baker, Jim Mullen und Kees Nierop mit dem Wagen einen unerwarteten Erfolg, als sie das Rennen als Sieger beendeten.

### 1985 und 1986 – Die letzten Einsätze in der IMSA-GT-Serie
Spätestens mit der Zulassung von Gruppe-C-Rennwagen wie dem Porsche 962 ab 1985 in der GTP-Klasse der IMSA-GT-Serie war der rund zehn Jahre alte Porsche 934 – auch als Gruppe-5-Version – technisch veraltet. Jedoch starteten einige wenige Teams weiterhin mit ihren Gruppe-4-Wagen in der GTO-Klasse, deren Rennen getrennt von der GTP stattfanden. Das beste Resultat mit einem 934 erreichte 1986 Chester Vincentz, der beim Rennen von Road Atlanta den zweiten Gesamtplatz belegte.
Nach der IMSA-GT-Saison 1986 wurde der Porsche 934 nicht mehr in Rundstreckenrennen mit Meisterschaftsstatut eingesetzt. Damit endete die zehnjährige Einsatzgeschichte dieses erfolgreichen GT-Rennwagens.

### Die Ergebnisse 1976 bis 1986
In den Tabellen sind je Rennen maximal die ersten zehn Ränge aufgelistet, auf denen sich ein Porsche 934 platzierte.
1976
| Sportwagen-Weltmeisterschaft 1976  | Sportwagen-Weltmeisterschaft 1976 | Sportwagen-Weltmeisterschaft 1976 | Sportwagen-Weltmeisterschaft 1976                               | Sportwagen-Weltmeisterschaft 1976 | Sportwagen-Weltmeisterschaft 1976 |
| Rennen                             | Rennen                            | Rennen                            | Rennen                                                          | Rennen                            | Rennen                            |
| Pos.                               | Nr.                               | Team                              | Fahrer                                                          | Chassistyp                        | Motortyp                          |
| ---------------------------------- | --------------------------------- | --------------------------------- | --------------------------------------------------------------- | --------------------------------- | --------------------------------- |
| 6-Stunden-Rennen von Mugello       |                                   |                                   |                                                                 |                                   |                                   |
| 3                                  | 7                                 | Egon Evertz                       | Leo Kinnunen Egon Evertz                                        | 934 Turbo                         | 3,0 l                             |
| 6                                  | 18                                | Gelo Racing Team                  | Tim Schenken Rolf Stommelen                                     | 934 Turbo                         | 3,0 l                             |
| 7                                  | 9                                 | Gabriele Gottifredi               | Angelino Lepri Gabriele Gottifredi Girolama Capra               | 934 Turbo                         | 3,0 l                             |
| 6-Stunden-Rennen von Vallelunga    |                                   |                                   |                                                                 |                                   |                                   |
| 5                                  | 12                                | Jolly Club                        | Giorgio Schön Luigi Tommasi Giuseppe Bianco                     | 934 Turbo                         | 3,0 l                             |
| 7                                  | 9                                 | Scuderia Brescia Corse            | Gabriele Gottifredi Girolama Capra Ruggero Parpinelli           | 934 Turbo                         | 3,0 l                             |
| 6-Stunden-Rennen von Silverstone   |                                   |                                   |                                                                 |                                   |                                   |
| 3                                  | 16                                | Egon Evertz                       | Leo Kinnunen Egon Evertz                                        | 934/5                             | 3,0 l                             |
| 5                                  | 26                                | Egon Evertz                       | Lella Lombardi Heinz Martin                                     | 934 Turbo                         | 3,0 l                             |
| 1000-km-Rennen auf dem Nürburgring |                                   |                                   |                                                                 |                                   |                                   |
| 2                                  | 6                                 | Gelo Racing Team                  | Toine Hezemans Tim Schenken                                     | 934/5                             | 3,0 l                             |
| 3                                  | 25                                | Max Moritz                        | Helmut Kelleners Reinhardt Stenzel Derek Bell                   | 934 Turbo                         | 3,0 l                             |
| 4                                  | 5                                 | Claude Haldi                      | Claude Haldi Markus Hotz                                        | 934/5                             | 3,0 l                             |
| 5                                  | 3                                 | Jürgen Kannacher                  | Gijs van Lennep Hartwig Bertrams                                | 934/5                             | 3,0 l                             |
| 6                                  | 26                                | Eberhard Sindel                   | Helmut Bross Eberhard Sindel                                    | 934 Turbo                         | 3,0 l                             |
| 10                                 | 24                                | Max Moritz                        | Derek Bell Günter Steckkönig Reinhardt Stenzel Helmut Kelleners | 934 Turbo                         | 3,0 l                             |
| 1000-km-Rennen von Zeltweg         |                                   |                                   |                                                                 |                                   |                                   |
| 3                                  | 5                                 | GVEA                              | Claude Haldi Peter Zbinden                                      | 934/5                             | 3,0 l                             |
| 5                                  | 10                                | Gabriele Gottifredi               | Girolama Capra Gabriele Gottifredi                              | 934 Turbo                         | 3,0 l                             |
| 9                                  | 6                                 | Valvoline Germany                 | Eberhard Sindel Günter Steckkönig                               | 934/5                             | 3,0 l                             |
| 10                                 | 9                                 | Jolly Club                        | Silvano Frisori Alessandro Moncini                              | 934/5                             | 3,0 l                             |
| 6-Stunden-Rennen von Watkins Glen  |                                   |                                   |                                                                 |                                   |                                   |
| 2                                  | 6                                 | Egon Evertz                       | Leo Kinnunen Toine Hezemans Egon Evertz                         | 934/5                             | 3,0 l                             |
| 6-Stunden-Rennen von Dijon         |                                   |                                   |                                                                 |                                   |                                   |
| 4                                  | 9                                 | Egon Evertz                       | Leo Kinnunen Egon Evertz                                        | 934/5                             | 3,0 l                             |
| 5                                  | 11                                | Audio - Vision Rister S.A.        | Claude Haldi Herbert Müller                                     | 934/5                             | 3,0 l                             |
| 8                                  | 7                                 | Porsche Kremer Racing             | Jürgen Barth Reinhold Joest Bob Wollek                          | 934 Turbo                         | 3,0 l                             |
| 10                                 | 41                                | Eberhard Sindel                   | Eberhard Sindel Günter Steckkönig                               | 934/5                             | 3,0 l                             |
| 300-km-Rennen auf dem Nürburgring  |                                   |                                   |                                                                 |                                   |                                   |
| 2                                  | 51                                | Gelo Racing Team                  | Toine Hezemans                                                  | 934 Turbo                         | 3,0 l                             |
| 4                                  | 53                                | Max Moritz                        | Helmut Kelleners                                                | 934 Turbo                         | 3,0 l                             |
| 7                                  | 52                                | Gelo Racing Team                  | Tim Schenken                                                    | 934 Turbo                         | 3,0 l                             |
| 8                                  | 54                                | Max Moritz                        | Reinhardt Stenzel                                               | 934 Turbo                         | 3,0 l                             |
| 9                                  | 56                                | Hartwig Bertrams                  | Hartwig Bertrams                                                | 934 Turbo                         | 3,0 l                             |

| Deutsche-Rennsport-Meisterschaft 1976                   | Deutsche-Rennsport-Meisterschaft 1976 | Deutsche-Rennsport-Meisterschaft 1976 | Deutsche-Rennsport-Meisterschaft 1976 | Deutsche-Rennsport-Meisterschaft 1976 | Deutsche-Rennsport-Meisterschaft 1976 |
| Rennen                                                  | Rennen                                | Rennen                                | Rennen                                | Rennen                                | Rennen                                |
| Pos.                                                    | Nr.                                   | Team                                  | Fahrer                                | Chassistyp                            | Motortyp                              |
| ------------------------------------------------------- | ------------------------------------- | ------------------------------------- | ------------------------------------- | ------------------------------------- | ------------------------------------- |
| Int. ADAC-Eifelrennen, Nürburgring                      |                                       |                                       |                                       |                                       |                                       |
| 1                                                       | 12                                    | Jägermeister Max Moritz Team          | Helmut Kelleners                      | 934 Turbo                             | 3,0 l                                 |
| 2                                                       | 14                                    | Jägermeister Max Moritz Team          | Reinhardt Stenzel                     | 934 Turbo                             | 3,0 l                                 |
| 3                                                       | 6                                     | Vaillant Kremer Team                  | Bob Wollek                            | 934 Turbo                             | 3,0 l                                 |
| 4                                                       | 3                                     | Tebernum Racing Georg Loos KG         | Toine Hezemans                        | 934 Turbo                             | 3,0 l                                 |
| 6                                                       | 10                                    | Valvoline Deutschland                 | Eberhard Sindel                       | 934 Turbo                             | 3,0 l                                 |
| 9                                                       | 11                                    | Richard Leder                         | Richard Leder                         | 934 Turbo                             | 3,0 l                                 |
| ADAC-Flugplatzrennen, Mainz-Finthen                     |                                       |                                       |                                       |                                       |                                       |
| 1                                                       | 9                                     | Vaillant Kremer Team                  | Bob Wollek                            | 934 Turbo                             | 3,0 l                                 |
| 2                                                       |                                       | Tebernum Racing Georg Loos KG         | Tim Schenken                          | 934 Turbo                             | 3,0 l                                 |
| 3                                                       | 2                                     | Jägermeister Max Moritz Team          | Reinhardt Stenzel                     | 934 Turbo                             | 3,0 l                                 |
| 6                                                       | 23                                    | Egon Evertz Schweißtechnik KG         | Hartwig Bertrams                      | 934 Turbo                             | 3,0 l                                 |
| 8                                                       | 10                                    | Porsche Kremer Racing Team            | Gerhard Holup                         | 934 Turbo                             | 3,0 l                                 |
| 10                                                      | 6                                     | Tebernum Racing Georg Loos KG         | Toine Hezemans                        | 934 Turbo                             | 3,0 l                                 |
| Preis von Baden, Hockenheimring                         |                                       |                                       |                                       |                                       |                                       |
| 1                                                       | 7                                     | Tebernum Racing Georg Loos KG         | Toine Hezemans                        | 934 Turbo                             | 3,0 l                                 |
| 2                                                       | 5                                     | Vaillant Kremer Team                  | Bob Wollek                            | 934 Turbo                             | 3,0 l                                 |
| 3                                                       | 1                                     | Jägermeister Max Moritz Team          | Helmut Kelleners                      | 934 Turbo                             | 3,0 l                                 |
| 4                                                       | 2                                     | Jägermeister Max Moritz Team          | Reinhardt Stenzel                     | 934 Turbo                             | 3,0 l                                 |
| 5                                                       | 10                                    | Egon Evertz Schweißtechnik KG         | Hartwig Bertrams                      | 934 Turbo                             | 3,0 l                                 |
| 7                                                       | 6                                     | Porsche Kremer Racing Team            | Gerhard Holup                         | 934 Turbo                             | 3,0 l                                 |
| 200 Meilen von Nürnberg, Norisring                      |                                       |                                       |                                       |                                       |                                       |
| 1                                                       | 6                                     | Vaillant Kremer Team                  | Bob Wollek                            | 934 Turbo                             | 3,0 l                                 |
| 2                                                       | 4                                     | Jägermeister Max Moritz Team          | Reinhardt Stenzel                     | 934 Turbo                             | 3,0 l                                 |
| 7                                                       | 5                                     | Jägermeister Max Moritz Team          | Helmut Kelleners                      | 934 Turbo                             | 3,0 l                                 |
| 9                                                       | 10                                    | Pallvano Corse                        | Angelo Pallavicini                    | 934 Turbo                             | 3,0 l                                 |
| Int. ADAC-Flugplatzrennen, Diepholz                     |                                       |                                       |                                       |                                       |                                       |
| 1                                                       | 2                                     | Tebernum Racing Georg Loos KG         | Toine Hezemans                        | 934 Turbo                             | 3,0 l                                 |
| 2                                                       | 3                                     | Tebernum Racing Georg Loos KG         | Tim Schenken                          | 934 Turbo                             | 3,0 l                                 |
| 3                                                       | 7                                     | Jägermeister Max Moritz Team          | Reinhardt Stenzel                     | 934 Turbo                             | 3,0 l                                 |
| 4                                                       |                                       |                                       | Claude Haldi                          | 934 Turbo                             | 3,0 l                                 |
| 5                                                       |                                       | Jägermeister Max Moritz Team          | Helmut Kelleners                      | 934 Turbo                             | 3,0 l                                 |
| 6                                                       | 6                                     | Egon Evertz Schweißtechnik KG         | Hartwig Bertrams                      | 934 Turbo                             | 3,0 l                                 |
| 7                                                       | 12                                    | Porsche Kremer Racing Team            | Gerhard Holup                         | 934 Turbo                             | 3,0 l                                 |
| 8                                                       | 11                                    | Valvoline Deutschland                 | Eberhard Sindel                       | 934 Turbo                             | 3,0 l                                 |
| Großer Preis von Deutschland, Nürburgring               |                                       |                                       |                                       |                                       |                                       |
| 1                                                       | 24                                    | Tebernum Racing Georg Loos KG         | Toine Hezemans                        | 934 Turbo                             | 3,0 l                                 |
| 2                                                       | 2                                     | Jägermeister Max Moritz Team          | Helmut Kelleners                      | 934 Turbo                             | 3,0 l                                 |
| 3                                                       |                                       | Egon Evertz Schweißtechnik KG         | Hartwig Bertrams                      | 934 Turbo                             | 3,0 l                                 |
| Int. ADAC-Hessen-Preis, Kassel-Calden                   |                                       |                                       |                                       |                                       |                                       |
| 5                                                       | 6                                     | Mebro Racing                          | Volkert Merl                          | 934 Turbo                             | 3,0 l                                 |
| 6                                                       | 17                                    | Kannacher GT-Racing                   | Anton Stocks                          | 934 Turbo                             | 3,0 l                                 |
| Int. AvD-Preis der Nationen, Hockenheim                 |                                       |                                       |                                       |                                       |                                       |
| 1                                                       | 101                                   | Tebernum Racing Georg Loos KG         | Tim Schenken                          | 934 Turbo                             | 3,0 l                                 |
| 2                                                       | 103                                   | Vaillant Kremer Team                  | Bob Wollek                            | 934 Turbo                             | 3,0 l                                 |
| 3                                                       | 107                                   | Egon Evertz Schweißtechnik KG         | Hartwig Bertrams                      | 934 Turbo                             | 3,0 l                                 |
| 4                                                       | 104                                   | Vaillant Kremer Team                  | Gerhard Holup                         | 934 Turbo                             | 3,0 l                                 |
| Int. ADAC-Bilstein-Super-Sprint, Nürburgring            |                                       |                                       |                                       |                                       |                                       |
| 1                                                       |                                       | Tebernum Racing Georg Loos KG         | Tim Schenken                          | 934 Turbo                             | 3,0 l                                 |
| 2                                                       | 9                                     | Egon Evertz Schweißtechnik KG         | Leo Kinnunen                          | 934 Turbo                             | 3,0 l                                 |
| 3                                                       | 5                                     | Vaillant Kremer Team                  | Bob Wollek                            | 934 Turbo                             | 3,0 l                                 |
| 4                                                       | 24                                    | Jägermeister Max Moritz Team          | Helmut Kelleners                      | 934 Turbo                             | 3,0 l                                 |
| ADAC-Preis von Baden-Württemberg und Hessen, Hockenheim |                                       |                                       |                                       |                                       |                                       |
| 1                                                       | 4                                     | Vaillant Kremer Team                  | Bob Wollek                            | 934 Turbo                             | 3,0 l                                 |
| 2                                                       | 7                                     | Tebernum Racing Georg Loos KG         | Toine Hezemans                        | 934 Turbo                             | 3,0 l                                 |
| 3                                                       | 9                                     | Jägermeister Max Moritz Team          | Reinhardt Stenzel                     | 934 Turbo                             | 3,0 l                                 |
| 4                                                       | 8                                     | Tebernum Racing Georg Loos KG         | Tim Schenken                          | 934 Turbo                             | 3,0 l                                 |
| 5                                                       | 10                                    | Jägermeister Max Moritz Team          | Helmut Kelleners                      | 934 Turbo                             | 3,0 l                                 |
| 6                                                       | 2                                     | Egon Evertz Schweißtechnik KG         | Leo Kinnunen                          | 934 Turbo                             | 3,0 l                                 |
| 7                                                       | 6                                     | Vaillant Kremer Team                  | Hartwig Bertrams                      | 934 Turbo                             | 3,0 l                                 |
| 8                                                       | 5                                     | Vaillant Kremer Team                  | Claude Haldi                          | 934 Turbo                             | 3,0 l                                 |

| Europameisterschaft für GT-Fahrzeuge 1976 | Europameisterschaft für GT-Fahrzeuge 1976 | Europameisterschaft für GT-Fahrzeuge 1976 | Europameisterschaft für GT-Fahrzeuge 1976     | Europameisterschaft für GT-Fahrzeuge 1976 | Europameisterschaft für GT-Fahrzeuge 1976 |
| Rennen                                    | Rennen                                    | Rennen                                    | Rennen                                        | Rennen                                    | Rennen                                    |
| Pos.                                      | Nr.                                       | Team                                      | Fahrer                                        | Chassistyp                                | Motortyp                                  |
| ----------------------------------------- | ----------------------------------------- | ----------------------------------------- | --------------------------------------------- | ----------------------------------------- | ----------------------------------------- |
| 300-km-Rennen am Nürburgring              |                                           |                                           |                                               |                                           |                                           |
| 2                                         | 51                                        | Tebernum Racing Georg Loos KG             | Toine Hezemans                                | 934 Turbo                                 | 3,0 l                                     |
| 4                                         | 53                                        | Jägermeister Max Moritz Team              | Helmut Kelleners                              | 934 Turbo                                 | 3,0 l                                     |
| 7                                         | 52                                        | Tebernum Racing Georg Loos KG             | Tim Schenken                                  | 934 Turbo                                 | 3,0 l                                     |
| 8                                         | 54                                        | Jägermeister Max Moritz Team              | Reinhardt Stenzel                             | 934 Turbo                                 | 3,0 l                                     |
| 9                                         | 56                                        | Hartwig Bertrams                          | Hartwig Bertrams                              | 934 Turbo                                 | 3,0 l                                     |
| Euro GT Zeltweg, Österreichring           |                                           |                                           |                                               |                                           |                                           |
| 1                                         |                                           | Tebernum Racing Georg Loos KG             | Toine Hezemans                                | 934 Turbo                                 | 3,0 l                                     |
| 2                                         |                                           | Vaillant Kremer Team                      | Bob Wollek                                    | 934 Turbo                                 | 3,0 l                                     |
| 3                                         |                                           | Hartwig Bertrams                          | Hartwig Bertrams                              | 934 Turbo                                 | 3,0 l                                     |
| 8                                         |                                           | Pallvano Corse                            | Angelo Pallavicini                            | 934 Turbo                                 | 3,0 l                                     |
| 200 Meilen von Nürnberg, Norisring        |                                           |                                           |                                               |                                           |                                           |
| 1                                         | 1                                         | Tebernum Racing Georg Loos KG             | Toine Hezemans                                | 934 Turbo                                 | 3,0 l                                     |
| 2                                         | 4                                         | Jägermeister Max Moritz Team              | Reinhardt Stenzel                             | 934 Turbo                                 | 3,0 l                                     |
| 3                                         | 5                                         | Jägermeister Max Moritz Team              | Helmut Kelleners                              | 934 Turbo                                 | 3,0 l                                     |
| 4                                         | 8                                         | Kannacher GT-Racing                       | Jürgen Kannacher                              | 934 Turbo                                 | 3,0 l                                     |
| 5                                         | 10                                        | Pallvano Corse                            | Angelo Pallavicini                            | 934 Turbo                                 | 3,0 l                                     |
| 6                                         | 15                                        | Franz Konrad                              | Franz Konrad                                  | 934 Turbo                                 | 3,0 l                                     |
| Euro GT Misano, Misano                    |                                           |                                           |                                               |                                           |                                           |
| 1                                         |                                           | Jolly Club                                | Giuseppe Tambone („Tambauto“)                 | 934 Turbo                                 | 3,0 l                                     |
| 2                                         |                                           | Pallvano Corse                            | Angelo Pallavicini                            | 934 Turbo                                 | 3,0 l                                     |
| 5                                         |                                           |                                           | Girolamo Capra                                | 934 Turbo                                 | 3,0 l                                     |
| 6-Stunden-Rennen von Monza                |                                           |                                           |                                               |                                           |                                           |
| 1                                         | 1                                         | Tebernum Racing Georg Loos KG             | Toine Hezemans Tim Schenken Klaus Ludwig      | 934 Turbo                                 | 3,0 l                                     |
| 2                                         | 2                                         | Tebernum Racing Georg Loos KG             | Tim Schenken Klaus Ludwig Toine Hezemans      | 934 Turbo                                 | 3,0 l                                     |
| 3                                         |                                           | Jägermeister Max Moritz Team              | Derek Bell Helmut Kelleners Reinhardt Stenzel | 934 Turbo                                 | 3,0 l                                     |
| 4                                         |                                           | Jolly Club                                | Giuseppe Tambone („Tambauto“) Luigi Tommasi   | 934 Turbo                                 | 3,0 l                                     |
| 5                                         |                                           | Pallvano Corse                            | Angelo Pallavicini Paul Keller                | 934 Turbo                                 | 3,0 l                                     |
| Euro GT Imola, Imola                      |                                           |                                           |                                               |                                           |                                           |
| 1                                         | 9                                         | Vaillant Kremer Team                      | Bob Wollek                                    | 934 Turbo                                 | 3,0 l                                     |
| 2                                         |                                           | Vaillant Kremer Team                      | Hans Heyer                                    | 934 Turbo                                 | 3,0 l                                     |
| 3                                         |                                           | Jägermeister Max Moritz Team              | Helmut Kelleners                              | 934 Turbo                                 | 3,0 l                                     |
| 4                                         | 1                                         | Tebernum Racing Georg Loos KG             | Tim Schenken                                  | 934 Turbo                                 | 3,0 l                                     |
| 6                                         |                                           |                                           | Girolamo Capra                                | 934 Turbo                                 | 3,0 l                                     |
| 7                                         |                                           |                                           | Claude Haldi                                  | 934 Turbo                                 | 3,0 l                                     |
| 8                                         |                                           | Pallvano Corse                            | Angelo Pallavicini                            | 934 Turbo                                 | 3,0 l                                     |
| Euro GT Hockenheim, Hockenheimring        |                                           |                                           |                                               |                                           |                                           |
| 1                                         | 1                                         | Tebernum Racing Georg Loos KG             | Toine Hezemans                                | 934 Turbo                                 | 3,0 l                                     |
| 2                                         | 3                                         | Tebernum Racing Georg Loos KG             | Tim Schenken                                  | 934 Turbo                                 | 3,0 l                                     |
| 3                                         | 7                                         | Vaillant Kremer Team                      | Hans Heyer                                    | 934 Turbo                                 | 3,0 l                                     |
| 4                                         | 6                                         | Vaillant Kremer Team                      | Bob Wollek                                    | 934 Turbo                                 | 3,0 l                                     |
| 5                                         | 8                                         | GVEA                                      | Claude Haldi                                  | 934 Turbo                                 | 3,0 l                                     |
| 6                                         | 2                                         | Jägermeister Max Moritz Team              | Helmut Kelleners                              | 934 Turbo                                 | 3,0 l                                     |
| 8                                         | 5                                         | Pallvano Corse                            | Angelo Pallavicini                            | 934 Turbo                                 | 3,0 l                                     |

1977
| Sportwagen-Weltmeisterschaft 1977 | Sportwagen-Weltmeisterschaft 1977 | Sportwagen-Weltmeisterschaft 1977 | Sportwagen-Weltmeisterschaft 1977         | Sportwagen-Weltmeisterschaft 1977 | Sportwagen-Weltmeisterschaft 1977 |
| Rennen                            | Rennen                            | Rennen                            | Rennen                                    | Rennen                            | Rennen                            |
| Pos.                              | Nr.                               | Team                              | Fahrer                                    | Chassistyp                        | Motortyp                          |
| --------------------------------- | --------------------------------- | --------------------------------- | ----------------------------------------- | --------------------------------- | --------------------------------- |
| 24-Stunden-Rennen von Daytona     |                                   |                                   |                                           |                                   |                                   |
| 10                                | 61                                | Brumos Racing                     | Peter Gregg Jim Busby                     | 934 Turbo                         | 3,0 l                             |
| 6-Stunden-Rennen von Mugello      |                                   |                                   |                                           |                                   |                                   |
| 4                                 | 18                                | Jolly Club                        | Arturo Merzario Giuseppe Bianco           | 934 Turbo                         | 3,0 l                             |
| 7                                 | 7                                 | Schiller Racing Team              | Claude Haldi Laurent Ferrier              | 934 Turbo                         | 3,0 l                             |
| 6-Stunden-Rennen von Silverstone  |                                   |                                   |                                           |                                   |                                   |
| 7                                 | 9                                 | Jolly Club                        | Vittorio Brambilla Giampiero Moretti      | 934 Turbo                         | 3,0 l                             |
| 8                                 | 10                                | Schiller Racing Team              | Claude Haldi Reinhold Joest               | 934 Turbo                         | 3,0 l                             |
| 1000-km-Rennen am Nürburgring     |                                   |                                   |                                           |                                   |                                   |
| 5                                 | 6                                 | Porsche Kremer Racing             | Dieter Schornstein Götz von Tschirnhaus   | 934/5                             | 3,0 l                             |
| 7                                 | 32                                | Schiller Racing Team              | Claude Haldi Reinhold Joest               | 934 Turbo                         | 3,0 l                             |
| 6-Stunden-Rennen von Watkins Glen |                                   |                                   |                                           |                                   |                                   |
| 3                                 | 95                                | Bob Hagestad Porsche Audi         | Hurley Haywood Bob Hagestad               | 934 Turbo                         | 3,0 l                             |
| 4                                 | 66                                | Dick Barbour Performance          | Dick Barbour Johnny Rutherford            | 934 Turbo                         | 3,0 l                             |
| 5                                 | 0                                 | Interscope Racing                 | Danny Ongais Ted Field                    | 934 Turbo                         | 3,0 l                             |
| 6                                 | 59                                | Brumos Racing                     | Peter Gregg Claude Ballot-Léna John Gunn  | 934 Turbo                         | 3,0 l                             |
| 8                                 | 7                                 | Heimrath Racing                   | Ludwig Heimrath senior Paul Miller        | 934 Turbo                         | 3,0 l                             |
| 10                                | 20                                | Vasek Polak Racing                | Janet Guthrie Randy Lewis                 | 934 Turbo                         | 3,0 l                             |
| 6-Stunden-Rennen von Mosport      |                                   |                                   |                                           |                                   |                                   |
| 1                                 | 7                                 | Heimrath Racing                   | Ludwig Heimrath Paul Miller               | 934/5                             | 3,0 l                             |
| 6-Stunden-Rennen von Brands Hatch |                                   |                                   |                                           |                                   |                                   |
| 5                                 | 14                                | Eberhard Sindel                   | Eberhard Sindel Günter Steckkönig         | 934/5                             | 3,0 l                             |
| 6                                 | 9                                 | Schiller Racing Team              | Claude Haldi Angelo Pallavicini           | 934 Turbo                         | 3,0 l                             |
| 10                                | 4                                 | Porsche Kremer Racing             | Dieter Schornstein Alain Peltier          | 934 Turbo                         | 3,0 l                             |
| 6-Stunden-Rennen von Hockenheim   |                                   |                                   |                                           |                                   |                                   |
| 6                                 | 14                                | Valvoline Germany                 | Eberhard Sindel Günter Steckkönig         | 934/5                             | 3,0 l                             |
| 7                                 | 17                                | Max Moritz                        | Edgar Dören Eckhard Schimpf Gerhard Holup | 934 Turbo                         | 3,0 l                             |
| 8                                 | 6                                 | Porsche Kremer Racing             | Dieter Schornstein Alain Peltier          | 934 Turbo                         | 3,0 l                             |
| 10                                | 10                                | Angelo Pallavicini                | Angelo Pallavicini Enzo Calderari         | 934 Turbo                         | 3,0 l                             |
| 500-km-Rennen von Le Castellet    |                                   |                                   |                                           |                                   |                                   |
| 10                                | 42                                | Schiller Racing Team              | Claude Haldi Laurent Ferrier              | 934 Turbo                         | 3,0 l                             |

| Deutsche-Rennsport-Meisterschaft 1977           | Deutsche-Rennsport-Meisterschaft 1977 | Deutsche-Rennsport-Meisterschaft 1977 | Deutsche-Rennsport-Meisterschaft 1977 | Deutsche-Rennsport-Meisterschaft 1977 | Deutsche-Rennsport-Meisterschaft 1977 |
| Rennen                                          | Rennen                                | Rennen                                | Rennen                                | Rennen                                | Rennen                                |
| Pos.                                            | Nr.                                   | Team                                  | Fahrer                                | Chassistyp                            | Motortyp                              |
| ----------------------------------------------- | ------------------------------------- | ------------------------------------- | ------------------------------------- | ------------------------------------- | ------------------------------------- |
| Int. Rundstreckenrennen Bergischer Löwe, Zolder |                                       |                                       |                                       |                                       |                                       |
| 6                                               | 53                                    | Autohaus Max Moritz GmbH              | Edgar Dören                           | 934/5                                 | 3,0 l                                 |
| 7                                               | 61                                    | Dieter Schornstein                    | Dieter Schornstein                    | 934 Turbo                             | 3,0 l                                 |
| Int. ADAC-Goodyear-300-km-Rennen, Nürburgring   |                                       |                                       |                                       |                                       |                                       |
| 5                                               | 53                                    | Autohaus Max Moritz GmbH              | Edgar Dören                           | 934/5                                 | 3,0 l                                 |
| 6                                               | 61                                    | Dieter Schornstein                    | Dieter Schornstein                    | 934 Turbo                             | 3,0 l                                 |
| Int. ADAC-Eifelrennen, Nürburgring              |                                       |                                       |                                       |                                       |                                       |
| 5                                               | 53                                    | Autohaus Max Moritz GmbH              | Edgar Dören                           | 934/5                                 | 3,0 l                                 |
| 6                                               | 61                                    | Dieter Schornstein                    | Dieter Schornstein                    | 934/5                                 | 3,0 l                                 |
| Int. ADAC-Super-Sport-Rennen, Kassel-Calden     |                                       |                                       |                                       |                                       |                                       |
| 4                                               | 53                                    | Autohaus Max Moritz GmbH              | Edgar Dören                           | 934/5                                 | 3,0 l                                 |
| ADAC-Flugplatzrennen, Mainz-Finthen             |                                       |                                       |                                       |                                       |                                       |
| 7                                               | 53                                    | Autohaus Max Moritz GmbH              | Edgar Dören                           | 934/5                                 | 3,0 l                                 |
| 8                                               | 61                                    | Dieter Schornstein                    | Dieter Schornstein                    | 934/5                                 | 3,0 l                                 |
| 200 Meilen von Nürnberg, Norisring              |                                       |                                       |                                       |                                       |                                       |
| 6                                               | 53                                    | Autohaus Max Moritz GmbH              | Edgar Dören                           | 934/5                                 | 3,0 l                                 |
| 7                                               | 80                                    | Claude Haldi                          | Claude Haldi                          | 934 Turbo                             | 3,0 l                                 |
| Int. ADAC-Flugplatzrennen, Diepholz             |                                       |                                       |                                       |                                       |                                       |
| 4                                               | 60                                    | IRS-Firestone-M&H Racemaster          | Volkert Merl                          | 934/5                                 | 3,0 l                                 |
| 5                                               | 61                                    | Dieter Schornstein                    | Dieter Schornstein                    | 934/5                                 | 3,0 l                                 |
| Großer Preis von Deutschland, Hockenheimring    |                                       |                                       |                                       |                                       |                                       |
| 8                                               | 60                                    | IRS-Firestone-M&H Racemaster          | Volkert Merl                          | 934/5                                 | 3,0 l                                 |
| 9                                               | 57                                    | Pallvano Corse                        | Angelo Pallavicini                    | 934 Turbo                             | 3,0 l                                 |
| Int. ADAC-Westfalen-Pokal, Zolder               |                                       |                                       |                                       |                                       |                                       |
| 4                                               | 53                                    | Autohaus Max Moritz GmbH              | Edgar Dören                           | 934/5                                 | 3,0 l                                 |
| 6                                               | 61                                    | Dieter Schornstein                    | Dieter Schornstein                    | 934/5                                 | 3,0 l                                 |
| Int. ADAC-Bilstein-Super-Sprint, Nürburgring    |                                       |                                       |                                       |                                       |                                       |
| 5                                               | 56                                    | Valvoline Deutschland                 | Eberhard Sindel                       | 934/5                                 | 3,0 l                                 |
| 8                                               | 61                                    | Dieter Schornstein                    | Dieter Schornstein                    | 934/5                                 | 3,0 l                                 |
| 9                                               | 71                                    |                                       | Bertram Schäfer                       | 934 Turbo                             | 3,0 l                                 |

| IMSA 1977                               | IMSA 1977 | IMSA 1977                 | IMSA 1977                             | IMSA 1977  | IMSA 1977 |
| Rennen                                  | Rennen    | Rennen                    | Rennen                                | Rennen     | Rennen    |
| Pos.                                    | Nr.       | Team                      | Fahrer                                | Chassistyp | Motortyp  |
| --------------------------------------- | --------- | ------------------------- | ------------------------------------- | ---------- | --------- |
| 24-Stunden-Rennen von Daytona           |           |                           |                                       |            |           |
| 10                                      | 61        | Brumos Racing             | Peter Gregg Jim Busby                 | 934 Turbo  | 3,0 l     |
| 12-Stunden-Rennen von Sebring           |           |                           |                                       |            |           |
| 3                                       | 61        | Brumos Racing             | Jim Busby Peter Gregg                 | 934 Turbo  | 3,0 l     |
| 4                                       | 09        | Belcher Racing            | Gary Belcher John Gunn                | 934 Turbo  | 3,0 l     |
| 5                                       | 0         | Interscope Racing         | Ted Field Danny Ongais Hurley Haywood | 934 Turbo  | 3,0 l     |
| 100-Meilen-Rennen von Road Atlanta – I  |           |                           |                                       |            |           |
| 3                                       | 30        | George Dyer Racing        | George Dyer                           | 934 Turbo  | 3,0 l     |
| 9                                       | 00        | Interscope Racing         | Ted Field                             | 934 Turbo  | 3,0 l     |
| 100-Meilen-Rennen von Laguna Seca       |           |                           |                                       |            |           |
| 1                                       | 0         | Interscope Racing         | Danny Ongais                          | 934 Turbo  | 3,0 l     |
| 2                                       | 61        | Jim Busby Racing          | Jim Busby                             | 934 Turbo  | 3,0 l     |
| 3                                       | 16        | Vasek Polak Racing        | George Follmer                        | 934 Turbo  | 3,0 l     |
| 7                                       | 95        | Bob Hagestad Porsche Audi | Hurley Haywood                        | 934/5      | 3,0 l     |
| 10                                      | 00        | Interscope Racing         | Ted Field                             | 934 Turbo  | 3,0 l     |
| 100-Meilen-Rennen von Mid-America       |           |                           |                                       |            |           |
| 3                                       | 95        | Bob Hagestad Porsche Audi | Hurley Haywood                        | 934/5      | 3,0 l     |
| 5                                       | 09        | Belcher Racing            | Gary Belcher                          | 934 Turbo  | 3,0 l     |
| 100-Meilen-Rennen von Lime Rock         |           |                           |                                       |            |           |
| 2                                       | 95        | Bob Hagestad Porsche Audi | Hurley Haywood                        | 934/5      | 3,0 l     |
| 5                                       | 6         | Dick Barbour Performance  | Dick Barbour                          | 934 Turbo  | 3,0 l     |
| 100-Meilen-Rennen von Mid-Ohio – I      |           |                           |                                       |            |           |
| 8                                       | 0         | Interscope Racing         | Ted Field                             | 934 Turbo  | 3,0 l     |
| 9                                       | 6         | Dick Barbour Performance  | Dick Barbour                          | 934 Turbo  | 3,0 l     |
| 100-Meilen-Rennen von Brainerd          |           |                           |                                       |            |           |
| 1                                       | 00        | Interscope Racing         | Danny Ongais                          | 934 Turbo  | 3,0 l     |
| 2                                       | 95        | Bob Hagestad Porsche Audi | Hurley Haywood                        | 934/5      | 3,0 l     |
| 4                                       | 30        | George Dyer Racing        | George Dyer                           | 934 Turbo  | 3,0 l     |
| 250-Meilen-Rennen von Daytona           |           |                           |                                       |            |           |
| 1                                       | 30        | George Dyer Racing        | George Dyer                           | 934 Turbo  | 3,0 l     |
| 2                                       | 95        | Bob Hagestad Porsche Audi | Hurley Haywood                        | 934/5      | 3,0 l     |
| 3                                       | 09        | Belcher Racing            | Gary Belcher                          | 934 Turbo  | 3,0 l     |
| 100-Meilen-Rennen von Sears Point       |           |                           |                                       |            |           |
| 9                                       | 28        | Desperado Racing          | Clif Kearns                           | 934 Turbo  | 3,0 l     |
| 100-Meilen-Rennen von Pocono            |           |                           |                                       |            |           |
| 3                                       | 95        | Bob Hagestad Porsche Audi | Hurley Haywood                        | 934/5      | 3,0 l     |
| 4                                       | 4         |                           | Milt Minter                           | 934 Turbo  | 3,0 l     |
| 6                                       | 09        | Belcher Racing            | Gary Belcher                          | 934 Turbo  | 3,0 l     |
| 8                                       | 28        | Desperado Racing          | Clif Kearns                           | 934 Turbo  | 3,0 l     |
| 3-Stunden-Rennen von Mid-Ohio           |           |                           |                                       |            |           |
| 4                                       | 95        | Bob Hagestad Porsche Audi | Hurley Haywood Bob Hagestad           | 934/5      | 3,0 l     |
| 5                                       | 00        | Interscope Racing         | Danny Ongais                          | 934 Turbo  | 3,0 l     |
| 8                                       | 44        |                           | Doc Bundy Roy Woods                   | 934 Turbo  | 3,0 l     |
| 100-Meilen-Rennen von Road Atlanta – II |           |                           |                                       |            |           |
| 3                                       | 95        | Bob Hagestad Porsche Audi | Hurley Haywood                        | 934/5      | 3,0 l     |
| 4                                       | 00        | Interscope Racing         | Danny Ongais                          | 934 Turbo  | 3,0 l     |
| 7                                       | 6         | Dick Barbour Performance  | Dick Barbour                          | 934 Turbo  | 3,0 l     |
| 10                                      | 09        | Belcher Racing            | Gary Belcher                          | 934 Turbo  | 3,0 l     |
| 100-Meilen-Rennen von Laguna Seca – II  |           |                           |                                       |            |           |
| 6                                       | 30        | George Dyer Racing        | George Dyer                           | 934 Turbo  | 3,0 l     |
| 9                                       | 16        | Vasek Polak Racing        | George Follmer                        | 934 Turbo  | 3,0 l     |
| 250-Meilen-Rennen von Daytona Finale    |           |                           |                                       |            |           |
| 1                                       | 95        | Bob Hagestad Porsche Audi | Hurley Haywood                        | 934/5      | 3,0 l     |
| 3                                       | 28        | Desperado Racing          | Clif Kearns Milt Minter               | 934 Turbo  | 3,0 l     |

1978
| Sportwagen-Weltmeisterschaft 1978 | Sportwagen-Weltmeisterschaft 1978 | Sportwagen-Weltmeisterschaft 1978 | Sportwagen-Weltmeisterschaft 1978                   | Sportwagen-Weltmeisterschaft 1978 | Sportwagen-Weltmeisterschaft 1978 |
| Rennen                            | Rennen                            | Rennen                            | Rennen                                              | Rennen                            | Rennen                            |
| Pos.                              | Nr.                               | Team                              | Fahrer                                              | Chassistyp                        | Motortyp                          |
| --------------------------------- | --------------------------------- | --------------------------------- | --------------------------------------------------- | --------------------------------- | --------------------------------- |
| 24-Stunden-Rennen von Daytona     |                                   |                                   |                                                     |                                   |                                   |
| 6                                 | 09                                | Belcher Racing                    | Gary Belcher Al Holbert Doc Bundy                   | 934/5                             | 3,0 l                             |
| 10                                | 13                                | Hal Shaw Racing                   | Hal Shaw, Jr. Jim Busby Howard Meister              | 934/5                             | 3,0 l                             |
| 6-Stunden-Rennen von Dijon        |                                   |                                   |                                                     |                                   |                                   |
| 8                                 | 31                                | Angelo Pallavicini                | Angelo Pallavicini Peter Bernhard Enzo Calderari    | 934 Turbo                         | 3,0 l                             |
| 9                                 | 36                                | Kenneth Leim                      | Kurt Simonsen Kenneth Leim                          | 934 Turbo                         | 3,0 l                             |
| 6-Stunden-Rennen von Silverstone  |                                   |                                   |                                                     |                                   |                                   |
| 7                                 | 25                                | Preben Kristoffersen              | Eberhard Sindel Preben Kristoffersen                | 934 Turbo                         | 3,0 l                             |
| 8                                 | 24                                | Angelo Pallavicini                | Angelo Pallavicini Peter Bernhard                   | 934 Turbo                         | 3,0 l                             |
| 1000-km-Rennen am Nürburgring     |                                   |                                   |                                                     |                                   |                                   |
| 10                                | 10                                | Max Moritz                        | Anton Fischhaber Romain Feitler                     | 934 Turbo                         | 3,0 l                             |
| 6-Stunden-Rennen von Misano       |                                   |                                   |                                                     |                                   |                                   |
| 7                                 | 18                                | Angelo Pallavicini                | Angelo Pallavicini Edi Kofel Marco Vanoli           | 934 Turbo                         | 3,0 l                             |
| 8                                 | 26                                | Max Moritz                        | Edgar Dören Gerhard Holup Eckhard Schimpf           | 934 Turbo                         | 3,0 l                             |
| 9                                 | 25                                | Jolly Club                        | Girolama Capra Gabriele Gottifredi Michele di Gioia | 934 Turbo                         | 3,0 l                             |
| 6-Stunden-Rennen von Vallelunga   |                                   |                                   |                                                     |                                   |                                   |
| 8                                 | 24                                | Max Moritz                        | Edgar Dören Gerhard Holup                           | 934 Turbo                         | 3,0 l                             |
| 9                                 | 12                                | Angelo Pallavicini                | Angelo Pallavicini Marco Vanoli                     | 934 Turbo                         | 3,0 l                             |

| Deutsche-Rennsport-Meisterschaft 1978         | Deutsche-Rennsport-Meisterschaft 1978 | Deutsche-Rennsport-Meisterschaft 1978 | Deutsche-Rennsport-Meisterschaft 1978 | Deutsche-Rennsport-Meisterschaft 1978 | Deutsche-Rennsport-Meisterschaft 1978 |
| Rennen                                        | Rennen                                | Rennen                                | Rennen                                | Rennen                                | Rennen                                |
| Pos.                                          | Nr.                                   | Team                                  | Fahrer                                | Chassistyp                            | Motortyp                              |
| --------------------------------------------- | ------------------------------------- | ------------------------------------- | ------------------------------------- | ------------------------------------- | ------------------------------------- |
| Int. ADAC-Goodyear-300-km-Rennen, Nürburgring |                                       |                                       |                                       |                                       |                                       |
| 8                                             | 20                                    | Jägermeister Max Moritz Team          | Edgar Dören                           | 934 Turbo                             | 3,0 l                                 |
| Int. ADAC-Super-Sport-Rennen, Kassel-Calden   |                                       |                                       |                                       |                                       |                                       |
| 10                                            | 25                                    |                                       | Hans-Christian Jürgensen              | 934 Turbo                             | 3,0 l                                 |
| Int. ADAC-Westfalen-Pokal, Zolder             |                                       |                                       |                                       |                                       |                                       |
| 8                                             | 31                                    | Jägermeister Max Moritz Team          | Edgar Dören                           | 934 Turbo                             | 3,0 l                                 |
| 200 Meilen von Nürnberg, Norisring            |                                       |                                       |                                       |                                       |                                       |
| 6                                             | 20                                    | Jägermeister Max Moritz Team          | Edgar Dören                           | 934 Turbo                             | 3,0 l                                 |
| Int. ADAC-Bilstein-Super-Sprint, Nürburgring  |                                       |                                       |                                       |                                       |                                       |
| 8                                             | 41                                    | Jägermeister Max Moritz Team          | Edgar Dören                           | 934 Turbo                             | 3,0 l                                 |

| IMSA 1978                         | IMSA 1978 | IMSA 1978            | IMSA 1978                              | IMSA 1978  | IMSA 1978 |
| Rennen                            | Rennen    | Rennen               | Rennen                                 | Rennen     | Rennen    |
| Pos.                              | Nr.       | Team                 | Fahrer                                 | Chassistyp | Motortyp  |
| --------------------------------- | --------- | -------------------- | -------------------------------------- | ---------- | --------- |
| 24-Stunden-Rennen von Daytona     |           |                      |                                        |            |           |
| 6                                 | 09        | Belcher Racing       | Gary Belcher Al Holbert Doc Bundy      | 934/5      | 3,0 l     |
| 10                                | 13        | Hal Shaw Racing      | Hal Shaw, Jr. Jim Busby Howard Meister | 934/5      | 3,0 l     |
| 100-Meilen-Rennen von Hallett     |           |                      |                                        |            |           |
| 4                                 | 93        | Whittington Brothers | Bill Whittington                       | 934/5      | 3,0 l     |
| 100-Meilen-Rennen von Lime Rock   |           |                      |                                        |            |           |
| 4                                 | 93        | Whittington Brothers | Don Whittington                        | 934/5      | 3,0 l     |
| 100-Meilen-Rennen von Brainerd    |           |                      |                                        |            |           |
| 5                                 | 93        | Whittington Brothers | Bill Whittington                       | 934/5      | 3,0 l     |
| 250-Meilen-Rennen von Daytona     |           |                      |                                        |            |           |
| 5                                 | 93        | Whittington Brothers | Don Whittington Bill Whittington       | 934/5      | 3,0 l     |
| 100-Meilen-Rennen von Sears Point |           |                      |                                        |            |           |
| 2                                 | 93        | Whittington Brothers | Don Whittington                        | 934/5      | 3,0 l     |
| 7                                 | 71        |                      | Bruce Canepa                           | 934/5      | 3,0 l     |
| 100-Meilen-Rennen von Portland    |           |                      |                                        |            |           |
| 6                                 | 93        | Whittington Brothers | Don Whittington                        | 934/5      | 3,0 l     |

1979
| Sportwagen-Weltmeisterschaft 1979 | Sportwagen-Weltmeisterschaft 1979 | Sportwagen-Weltmeisterschaft 1979 | Sportwagen-Weltmeisterschaft 1979               | Sportwagen-Weltmeisterschaft 1979 | Sportwagen-Weltmeisterschaft 1979 |
| Rennen                            | Rennen                            | Rennen                            | Rennen                                          | Rennen                            | Rennen                            |
| Pos.                              | Nr.                               | Team                              | Fahrer                                          | Chassistyp                        | Motortyp                          |
| --------------------------------- | --------------------------------- | --------------------------------- | ----------------------------------------------- | --------------------------------- | --------------------------------- |
| 24-Stunden-Rennen von Daytona     |                                   |                                   |                                                 |                                   |                                   |
| 10                                | 03                                | Lubrifilm Racing                  | Angelo Pallavicini Enzo Calderari Marco Vanoli  | 934 Turbo                         | 3,0 l                             |
| 6-Stunden-Rennen von Mugello      |                                   |                                   |                                                 |                                   |                                   |
| 9                                 | 55                                | Marco Onori                       | Marco Onori Maurizio Orsi                       | 934 Turbo                         | 3,0 l                             |
| 6-Stunden-Rennen von Dijon        |                                   |                                   |                                                 |                                   |                                   |
| 7                                 | 48                                | Formel Rennsport Club Zürich      | Peter Zbinden Edi Kofel                         | 934 Turbo                         | 3,0 l                             |
| 6-Stunden-Rennen von Silverstone  |                                   |                                   |                                                 |                                   |                                   |
| 6                                 | 24                                | Formel Rennsport Club Zürich      | Peter Zbinden Edi Kofel                         | 934 Turbo                         | 3,0 l                             |
| 8                                 | 14                                | Kenneth Leim                      | Kenneth Leim Kurt Simonsen                      | 934 Turbo                         | 3,0 l                             |
| 1000-km-Rennen am Nürburgring     |                                   |                                   |                                                 |                                   |                                   |
| 7                                 | 44                                | Max Moritz                        | Jürgen Lässig Gerhard Holup Hermann-Peter Duge  | 934 Turbo                         | 3,0 l                             |
| 6-Stunden-Rennen von Brands Hatch |                                   |                                   |                                                 |                                   |                                   |
| 8                                 | 18                                | Biennoise                         | Enzo Calderari Willi Spavetti Rolf Maritz       | 934 Turbo                         | 3,0 l                             |
| 9                                 | 5                                 | Lubrifilm Racing                  | Angelo Pallavicini Marco Vanoli Rodolfo Cescato | 934 Turbo                         | 3,0 l                             |
| 6-Stunden-Rennen von Vallelunga   |                                   |                                   |                                                 |                                   |                                   |
| 9                                 | 44                                | Bernard Salam                     | Bernard Salam Christian Bussi                   | 934 Turbo                         | 3,0 l                             |

| Deutsche-Rennsport-Meisterschaft 1979           | Deutsche-Rennsport-Meisterschaft 1979 | Deutsche-Rennsport-Meisterschaft 1979 | Deutsche-Rennsport-Meisterschaft 1979 | Deutsche-Rennsport-Meisterschaft 1979 | Deutsche-Rennsport-Meisterschaft 1979 |
| Rennen                                          | Rennen                                | Rennen                                | Rennen                                | Rennen                                | Rennen                                |
| Pos.                                            | Nr.                                   | Team                                  | Fahrer                                | Chassistyp                            | Motortyp                              |
| ----------------------------------------------- | ------------------------------------- | ------------------------------------- | ------------------------------------- | ------------------------------------- | ------------------------------------- |
| Int. Rundstreckenrennen Bergischer Löwe, Zolder |                                       |                                       |                                       |                                       |                                       |
| 10                                              | 79                                    | Autohaus Max Moritz GmbH              | Edgar Dören                           | 934 Turbo                             | 3,0 l                                 |
| Int. AvD Deutschland Trophäe, Hockenheim        |                                       |                                       |                                       |                                       |                                       |
| 9                                               |                                       | Autohaus Max Moritz GmbH              | Edgar Dören                           | 934 Turbo                             | 3,0 l                                 |
| 10                                              | 72                                    | Autohaus Max Moritz GmbH              | Jürgen Lässig                         | 934 Turbo                             | 3,0 l                                 |
| Int. ADAC-Bavaria-Rennen, Salzburgring          |                                       |                                       |                                       |                                       |                                       |
| 8                                               |                                       | Autohaus Max Moritz GmbH              | Jürgen Lässig                         | 934 Turbo                             | 3,0 l                                 |
| 9                                               |                                       | Autohaus Max Moritz GmbH              | Edgar Dören                           | 934 Turbo                             | 3,0 l                                 |
| ADAC-Flugplatzrennen, Mainz-Finthen             |                                       |                                       |                                       |                                       |                                       |
| 7                                               |                                       | Autohaus Max Moritz GmbH              | Edgar Dören                           | 934 Turbo                             | 3,0 l                                 |
| 10                                              |                                       | Autohaus Max Moritz GmbH              | Fritz Engelhardt („Harry Hirsch“)     | 934 Turbo                             | 3,0 l                                 |
| Int. ADAC-Trophäe, Zandvoort                    |                                       |                                       |                                       |                                       |                                       |
| 8                                               |                                       | Autohaus Max Moritz GmbH              | Edgar Dören                           | 934 Turbo                             | 3,0 l                                 |
| 9                                               |                                       | Autohaus Max Moritz GmbH              | Jürgen Lässig                         | 934 Turbo                             | 3,0 l                                 |
| 10                                              |                                       | Autohaus Max Moritz GmbH              | Fritz Engelhardt („Harry Hirsch“)     | 934 Turbo                             | 3,0 l                                 |
| Int. ADAC-Westfalen-Pokal, Zolder               |                                       |                                       |                                       |                                       |                                       |
| 10                                              | 71                                    | Autohaus Max Moritz GmbH              | Edgar Dören                           | 934 Turbo                             | 3,0 l                                 |
| Int. ADAC-Bilstein-Super-Sprint, Nürburgring    |                                       |                                       |                                       |                                       |                                       |
| 10                                              | 73                                    | Autohaus Max Moritz GmbH              | Fritz Engelhardt („Harry Hirsch“)     | 934 Turbo                             | 3,0 l                                 |

| IMSA 1979                            | IMSA 1979 | IMSA 1979        | IMSA 1979                                      | IMSA 1979  | IMSA 1979 |
| Rennen                               | Rennen    | Rennen           | Rennen                                         | Rennen     | Rennen    |
| Pos.                                 | Nr.       | Team             | Fahrer                                         | Chassistyp | Motortyp  |
| ------------------------------------ | --------- | ---------------- | ---------------------------------------------- | ---------- | --------- |
| 24-Stunden-Rennen von Daytona        |           |                  |                                                |            |           |
| 10                                   | 03        | Lubrifilm Racing | Angelo Pallavicini Enzo Calderari Marco Vanoli | 934 Turbo  | 3,0 l     |
| 250-Meilen-Rennen von Daytona Finale |           |                  |                                                |            |           |
| 9                                    | 03        |                  | Werner Frank                                   | 934 Turbo  | 3,0 l     |

1980
| Sportwagen-Weltmeisterschaft 1980 | Sportwagen-Weltmeisterschaft 1980 | Sportwagen-Weltmeisterschaft 1980 | Sportwagen-Weltmeisterschaft 1980                     | Sportwagen-Weltmeisterschaft 1980 | Sportwagen-Weltmeisterschaft 1980 |
| Rennen                            | Rennen                            | Rennen                            | Rennen                                                | Rennen                            | Rennen                            |
| Pos.                              | Nr.                               | Team                              | Fahrer                                                | Chassistyp                        | Motortyp                          |
| --------------------------------- | --------------------------------- | --------------------------------- | ----------------------------------------------------- | --------------------------------- | --------------------------------- |
| 6-Stunden-Rennen von Brands Hatch |                                   |                                   |                                                       |                                   |                                   |
| 8                                 | 26                                | Angelo Pallavicini                | Angelo Pallavicini Herbert Müller                     | 934 Turbo                         | 3,0 l                             |
| 6-Stunden-Rennen von Mugello      |                                   |                                   |                                                       |                                   |                                   |
| 9                                 | 36                                | Jacques Guérin                    | Jean-Louis Schlesser Jacques Guérin Franco Gasparetti | 934 Turbo                         | 3,0 l                             |
| 6-Stunden-Rennen von Silverstone  |                                   |                                   |                                                       |                                   |                                   |
| 8                                 | 29                                | Richard Cleare Racing             | Richard Cleare Tony Dron                              | 934 Turbo                         | 3,0 l                             |
| 10                                | 31                                | Christian Bussi                   | Jacques Guérin Fréderic Alliot Christian Bussi        | 934 Turbo                         | 3,0 l                             |
| 6-Stunden-Rennen von Vallelunga   |                                   |                                   |                                                       |                                   |                                   |
| 10                                | 14                                | Richard Cleare Racing             | Tony Dron Richard Cleare                              | 934 Turbo                         | 3,0 l                             |

| Deutsche-Rennsport-Meisterschaft 1980           | Deutsche-Rennsport-Meisterschaft 1980 | Deutsche-Rennsport-Meisterschaft 1980 | Deutsche-Rennsport-Meisterschaft 1980 | Deutsche-Rennsport-Meisterschaft 1980 | Deutsche-Rennsport-Meisterschaft 1980 |
| Rennen                                          | Rennen                                | Rennen                                | Rennen                                | Rennen                                | Rennen                                |
| Pos.                                            | Nr.                                   | Team                                  | Fahrer                                | Chassistyp                            | Motortyp                              |
| ----------------------------------------------- | ------------------------------------- | ------------------------------------- | ------------------------------------- | ------------------------------------- | ------------------------------------- |
| Int. Rundstreckenrennen Bergischer Löwe, Zolder |                                       |                                       |                                       |                                       |                                       |
| 10                                              | 21                                    | „Harry Hirsch“                        | Fritz Engelhardt („Harry Hirsch“)     | 934 Turbo                             | 3,0 l                                 |
| ADAC-Flugplatzrennen, Mainz-Finthen             |                                       |                                       |                                       |                                       |                                       |
| 6                                               |                                       | Lubrifilm Racing Team                 | Angelo Pallavicini                    | 934 Turbo                             | 3,0 l                                 |
| 7                                               |                                       |                                       | Peter Pospieszczyk                    | 934 Turbo                             | 3,0 l                                 |
| 200 Meilen von Nürnberg, Norisring              |                                       |                                       |                                       |                                       |                                       |
| 9                                               | 32                                    | Hans Obermaier                        | Sepp Reiter                           | 934 Turbo                             | 3,0 l                                 |

| IMSA 1980                             | IMSA 1980 | IMSA 1980 | IMSA 1980      | IMSA 1980  | IMSA 1980 |
| Rennen                                | Rennen    | Rennen    | Rennen         | Rennen     | Rennen    |
| Pos.                                  | Nr.       | Team      | Fahrer         | Chassistyp | Motortyp  |
| ------------------------------------- | --------- | --------- | -------------- | ---------- | --------- |
| 50-Meilen-Rennen von Road Atlanta – 2 |           |           |                |            |           |
| 10                                    | 35        |           | Mandy Gonzalez | 934 Turbo  | 3,0 l     |

1981
| Sportwagen-Weltmeisterschaft 1981 | Sportwagen-Weltmeisterschaft 1981 | Sportwagen-Weltmeisterschaft 1981 | Sportwagen-Weltmeisterschaft 1981          | Sportwagen-Weltmeisterschaft 1981 | Sportwagen-Weltmeisterschaft 1981 |
| Rennen                            | Rennen                            | Rennen                            | Rennen                                     | Rennen                            | Rennen                            |
| Pos.                              | Nr.                               | Team                              | Fahrer                                     | Chassistyp                        | Motortyp                          |
| --------------------------------- | --------------------------------- | --------------------------------- | ------------------------------------------ | --------------------------------- | --------------------------------- |
| 6-Stunden-Rennen von Pergusa      |                                   |                                   |                                            |                                   |                                   |
| 4                                 |                                   | Angelo Pallavicini                | Angelo Pallavicini Edgar Dören             | 934 Turbo                         | 3,0 l                             |
| 6-Stunden-Rennen von Watkins Glen |                                   |                                   |                                            |                                   |                                   |
| 7                                 | 91                                | Electrodyne Racing                | Chester Vincentz Lance Van Every John Wood | 934 Turbo                         | 3,0 l                             |

| IMSA 1981                     | IMSA 1981 | IMSA 1981 | IMSA 1981  | IMSA 1981  | IMSA 1981 |
| Rennen                        | Rennen    | Rennen    | Rennen     | Rennen     | Rennen    |
| Pos.                          | Nr.       | Team      | Fahrer     | Chassistyp | Motortyp  |
| ----------------------------- | --------- | --------- | ---------- | ---------- | --------- |
| 250-Meilen-Rennen von Daytona |           |           |            |            |           |
| 4                             | 24        |           | Ren Tilton | 934 Turbo  | 3,0 l     |

1982
| Sportwagen-Weltmeisterschaft 1982 | Sportwagen-Weltmeisterschaft 1982 | Sportwagen-Weltmeisterschaft 1982 | Sportwagen-Weltmeisterschaft 1982 | Sportwagen-Weltmeisterschaft 1982 | Sportwagen-Weltmeisterschaft 1982 |
| Rennen                            | Rennen                            | Rennen                            | Rennen                            | Rennen                            | Rennen                            |
| Pos.                              | Nr.                               | Team                              | Fahrer                            | Chassistyp                        | Motortyp                          |
| --------------------------------- | --------------------------------- | --------------------------------- | --------------------------------- | --------------------------------- | --------------------------------- |
| 1000-km-Rennen von Monza          |                                   |                                   |                                   |                                   |                                   |
| 9                                 | 94                                | Richard Cleare Racing             | Richard Cleare Tony Dron          | 934 Turbo                         | 3,0 l                             |

| IMSA 1982                           | IMSA 1982 | IMSA 1982          | IMSA 1982                            | IMSA 1982  | IMSA 1982 |
| Rennen                              | Rennen    | Rennen             | Rennen                               | Rennen     | Rennen    |
| Pos.                                | Nr.       | Team               | Fahrer                               | Chassistyp | Motortyp  |
| ----------------------------------- | --------- | ------------------ | ------------------------------------ | ---------- | --------- |
| 24-Stunden-Rennen von Daytona       |           |                    |                                      |            |           |
| 9                                   | 24        | 901 Shop           | Jack Refenning Ren Tilton Rusty Bond | 934 Turbo  | 3,0 l     |
| 6-Stunden-Rennen von Mosport        |           |                    |                                      |            |           |
| 8                                   | 91        | Electrodyne Racing | Chester Vincentz Wayne Baker         | 934 Turbo  | 3,0 l     |
| 6-Stunden-Rennen von Mid-Ohio       |           |                    |                                      |            |           |
| 9                                   | 91        | Electrodyne Racing | Chester Vincentz Wayne Baker         | 934 Turbo  | 3,0 l     |
| 500-Meilen-Rennen von Pocono        |           |                    |                                      |            |           |
| 3                                   | 91        | Electrodyne Racing | Chester Vincentz Wayne Baker         | 934 Turbo  | 3,0 l     |
| 3-Stunden-Rennen von Daytona Finale |           |                    |                                      |            |           |
| 8                                   | 91        | Electrodyne Racing | Chester Vincentz Wayne Baker         | 934 Turbo  | 3,0 l     |

1983
| IMSA 1983                         | IMSA 1983 | IMSA 1983             | IMSA 1983                            | IMSA 1983  | IMSA 1983 |
| Rennen                            | Rennen    | Rennen                | Rennen                               | Rennen     | Rennen    |
| Pos.                              | Nr.       | Team                  | Fahrer                               | Chassistyp | Motortyp  |
| --------------------------------- | --------- | --------------------- | ------------------------------------ | ---------- | --------- |
| 24-Stunden-Rennen von Daytona     |           |                       |                                      |            |           |
| 9                                 | 9         | Personalized Autohaus | Wayne Baker Jim Mullen Bob Garretson | 934 Turbo  | 3,0 l     |
| 12-Stunden-Rennen von Sebring     |           |                       |                                      |            |           |
| 1                                 | 9         | Personalized Autohaus | Wayne Baker Jim Mullen Kees Nierop   | 934 Turbo  | 3,0 l     |
| 500-km-Rennen von Road Atlanta    |           |                       |                                      |            |           |
| 8                                 | 9         | Personalized Autohaus | Wayne Baker Jim Mullen               | 934 Turbo  | 3,0 l     |
| 6-Stunden-Rennen von Riverside    |           |                       |                                      |            |           |
| 5                                 | 9         | Personalized Autohaus | Wayne Baker Jim Mullen Kees Nierop   | 934 Turbo  | 3,0 l     |
| 100-Meilen-Rennen von Laguna Seca |           |                       |                                      |            |           |
| 9                                 | 9         | Personalized Autohaus | Wayne Baker                          | 934 Turbo  | 3,0 l     |
| 500-km-Rennen von Charlotte       |           |                       |                                      |            |           |
| 5                                 | 9         | Personalized Autohaus | Wayne Baker Jim Mullen               | 934 Turbo  | 3,0 l     |
| 8                                 | 91        | Electrodyne Racing    | Chester Vincentz Dave White          | 934 Turbo  | 3,0 l     |
| 3-Stunden-Rennen von Lime Rock    |           |                       |                                      |            |           |
| 5                                 | 9         | Personalized Autohaus | Wayne Baker Jim Mullen               | 934 Turbo  | 3,0 l     |
| 6-Stunden-Rennen von Mid-Ohio     |           |                       |                                      |            |           |
| 4                                 | 91        | Electrodyne Racing    | Chester Vincentz Dave White          | 934 Turbo  | 3,0 l     |
| 3-Stunden-Rennen von Sears Point  |           |                       |                                      |            |           |
| 8                                 | 9         | Personalized Autohaus | Wayne Baker Jim Mullen               | 934 Turbo  | 3,0 l     |
| 3-Stunden-Rennen von Portland     |           |                       |                                      |            |           |
| 5                                 | 9         | Personalized Autohaus | Wayne Baker Jim Mullen               | 934 Turbo  | 3,0 l     |
| 500-Meilen-Rennen von Pocono      |           |                       |                                      |            |           |
| 4                                 | 91        | Electrodyne Racing    | Chester Vincentz Jim Mullen          | 934 Turbo  | 3,0 l     |

1984
| IMSA 1984                          | IMSA 1984 | IMSA 1984          | IMSA 1984                   | IMSA 1984  | IMSA 1984 |
| Rennen                             | Rennen    | Rennen             | Rennen                      | Rennen     | Rennen    |
| Pos.                               | Nr.       | Team               | Fahrer                      | Chassistyp | Motortyp  |
| ---------------------------------- | --------- | ------------------ | --------------------------- | ---------- | --------- |
| 500-km-Rennen von Charlotte        |           |                    |                             |            |           |
| 7                                  | 91        | Electrodyne Racing | Chester Vincentz Dave White | 934 Turbo  | 3,0 l     |
| 500-km-Rennen von Mid-Ohio         |           |                    |                             |            |           |
| 9                                  | 91        | Electrodyne Racing | Chester Vincentz Dave White | 934 Turbo  | 3,0 l     |
| 6-Stunden-Rennen von Watkins Glen  |           |                    |                             |            |           |
| 6                                  | 91        | Electrodyne Racing | Chester Vincentz Jim Mullen | 934 Turbo  | 3,0 l     |
| 500-Meilen-Rennen von Road America |           |                    |                             |            |           |
| 10                                 | 91        | Electrodyne Racing | Chester Vincentz Jim Mullen | 934 Turbo  | 3,0 l     |
| 500-km-Rennen von Michigan         |           |                    |                             |            |           |
| 5                                  | 91        | Electrodyne Racing | Chester Vincentz Jim Mullen | 934 Turbo  | 3,0 l     |
| 500-km-Rennen von Watkins Glen     |           |                    |                             |            |           |
| 8                                  | 91        | Electrodyne Racing | Chester Vincentz Jim Mullen | 934 Turbo  | 3,0 l     |

1985
| IMSA GT 1985  | IMSA GT 1985 | IMSA GT 1985       | IMSA GT 1985              | IMSA GT 1985 | IMSA GT 1985 |
| Rennen        | Rennen       | Rennen             | Rennen                    | Rennen       | Rennen       |
| Pos.          | Nr.          | Team               | Fahrer                    | Chassistyp   | Motortyp     |
| ------------- | ------------ | ------------------ | ------------------------- | ------------ | ------------ |
| Miami - GTO   |              |                    |                           |              |              |
| 4             | 33           | Latino Racing      | Kikos Fonseca             | 934 Turbo    | 3,0 l        |
| 9             | 89           | Scorpio Racing     | Enrique Molins ("Jamsal") | 934 Turbo    | 3,0 l        |
| Columbus - GT |              |                    |                           |              |              |
| 4             | 91           | Electrodyne Racing | Chester Vincentz          | 934 Turbo    | 3,0 l        |

1986
| IMSA GT 1986          | IMSA GT 1986 | IMSA GT 1986            | IMSA GT 1986              | IMSA GT 1986 | IMSA GT 1986 |
| Rennen                | Rennen       | Rennen                  | Rennen                    | Rennen       | Rennen       |
| Pos.                  | Nr.          | Team                    | Fahrer                    | Chassistyp   | Motortyp     |
| --------------------- | ------------ | ----------------------- | ------------------------- | ------------ | ------------ |
| Miami - GTO           |              |                         |                           |              |              |
| 6                     | 34           | Latino Racing           | Kikos Fonseca             | 934 Turbo    | 3,0 l        |
| 8                     | 86           | Aesa Airlines Racing    | Enrique Molins ("Jamsal") | 934 Turbo    | 3,0 l        |
| Road Atlanta - GT     |              |                         |                           |              |              |
| 2                     | 91           | Electrodyne Performance | Chester Vincentz          | 934 Turbo    | 3,0 l        |
| 6                     | 31           | Latino Racing           | Kikos Fonseca             | 934 Turbo    | 3,0 l        |
| Laguna Seca - GT      |              |                         |                           |              |              |
| 7                     | 34           | Latino Racing           | Kikos Fonseca             | 934 Turbo    | 3,0 l        |
| West Palm Beach - GTO |              |                         |                           |              |              |
| 3                     | 34           | Latino Racing           | Kikos Fonseca             | 934 Turbo    | 3,0 l        |

## Technische Daten
Der Porsche 934 wurde von 1976 bis 1977 in folgenden Ausführungen produziert und 1979 modifiziert:
| Porsche 934:               | 934 Turbo (1976)                                                                    | 934 Turbo USA (1977)                                                                | 934 Turbo (1979)                                                                    |
| -------------------------- | ----------------------------------------------------------------------------------- | ----------------------------------------------------------------------------------- | ----------------------------------------------------------------------------------- |
| Motor:                     | 6-Zylinder-Boxermotor (Viertakt), ein Abgasturbolader mit zwei Ladeluftkühlern      | 6-Zylinder-Boxermotor (Viertakt), ein Abgasturbolader mit zwei Ladeluftkühlern      | 6-Zylinder-Boxermotor (Viertakt), ein Abgasturbolader mit zwei Ladeluftkühlern      |
| Hubraum:                   | 2994 cm³                                                                            | 2994 cm³                                                                            | 2994 cm³                                                                            |
| Bohrung × Hub:             | 95,0 × 70,4                                                                         | 95,0 × 70,4                                                                         | 95,0 × 70,4                                                                         |
| Leistung bei 1/min:        | 357 kW (485 PS) bei 7000                                                            | 397 kW (540 PS) bei 7000                                                            | 441 kW (600 PS) bei 7200                                                            |
| Max. Drehmoment bei 1/min: | 588 Nm bei 5400                                                                     | 607 Nm bei 5400                                                                     |                                                                                     |
| Verdichtung:               | 6,5:1                                                                               | 6,5:1                                                                               | 7,0:1                                                                               |
| Ventilsteuerung:           | je eine obenliegende Nockenwelle (OHC) mit Kettenantrieb                            | je eine obenliegende Nockenwelle (OHC) mit Kettenantrieb                            | je eine obenliegende Nockenwelle (OHC) mit Kettenantrieb                            |
| Kühlung:                   | Luftkühlung (Gebläse)                                                               | Luftkühlung (Gebläse)                                                               | Luftkühlung (Gebläse)                                                               |
| Getriebe:                  | 4-Gang-Getriebe, Sperrdifferential, Hinterradantrieb                                | 4-Gang-Getriebe, Sperrdifferential, Hinterradantrieb                                | 4-Gang-Getriebe, Sperrdifferential, Hinterradantrieb                                |
| Bremsen:                   | Scheibenbremsen (innenbelüftet)                                                     | Scheibenbremsen (innenbelüftet)                                                     | Scheibenbremsen (innenbelüftet)                                                     |
| Radaufhängung vorn:        | Einzelradaufhängung an Dämpferbeinen und Querlenkern                                | Einzelradaufhängung an Dämpferbeinen und Querlenkern                                | Einzelradaufhängung an Dämpferbeinen und Querlenkern                                |
| Radaufhängung hinten:      | Einzelradaufhängung an Schräglenkern                                                | Einzelradaufhängung an Schräglenkern                                                | Einzelradaufhängung an Schräglenkern                                                |
| Federung vorn:             | Drehstabfedern mit zusätzlich verstellbaren Schraubenfedern und Teleskopstoßdämpfer | Drehstabfedern mit zusätzlich verstellbaren Schraubenfedern und Teleskopstoßdämpfer | Drehstabfedern mit zusätzlich verstellbaren Schraubenfedern und Teleskopstoßdämpfer |
| Federung hinten:           | Drehstabfedern mit zusätzlich verstellbaren Schraubenfedern und Teleskopstoßdämpfer | Drehstabfedern mit zusätzlich verstellbaren Schraubenfedern und Teleskopstoßdämpfer | Drehstabfedern mit zusätzlich verstellbaren Schraubenfedern und Teleskopstoßdämpfer |
| Karosserie:                | Selbsttragende Stahlkarosserie mit Kunststoffteilen                                 | Selbsttragende Stahlkarosserie mit Kunststoffteilen                                 | Selbsttragende Stahlkarosserie mit Kunststoffteilen                                 |
| Spurweite vorn/hinten:     | 1481/1506 mm                                                                        | 1481/1506 mm                                                                        | 1481/1506 mm                                                                        |
| Radstand:                  | 2268 mm                                                                             | 2271 mm                                                                             |                                                                                     |
| Reifen/Felgen:             | VA: 275/600 × 16 auf 10J × 16 HA: 325/625 × 16 auf 12,5J × 16                       | VA: 275/600 × 16 auf 10J × 16 HA: 325/625 × 16 auf 12,5J × 16                       | VA: 275/600 × 16 auf 10J × 16 HA: 325/625 × 16 auf 12,5J × 16                       |
| Maße L × B × H:            | 4291 × 1875 × 1304 mm                                                               | 4291 × 1875 × 1304 mm                                                               | 4291 × 1875 × 1304 mm                                                               |
| Leergewicht:               | 1120 kg                                                                             | 1120 kg                                                                             | 1130 kg                                                                             |
| Höchstgeschwindigkeit:     | 303 km/h                                                                            | 303 km/h                                                                            | 305 km/h                                                                            |

### Porsche-Datenbank
- Porsche 934 Coupé auf Porsche.com (Memento vom 6. November 2009 im Internet Archive)

### Fanseiten im Internet
- Der Porsche 934 auf www.Ultimatecarpage.com (englisch)
- Bilderserie eines Porsche 934/5 auf www.Canepa.com (englisch)